# Reichsabtei Salem
Die Reichsabtei Salem oder Salman(n)sweiler (lat. Salemitanum monasterium oder Abbatia (imperialis) Salemitana ferner Salomonis-Villa oder  Sancta Maria de Salem u. ä.) in der heutigen Gemeinde Salem im Linzgau (Baden-Württemberg) war ein Kloster des Zisterzienserordens und eine der wohlhabendsten und bedeutendsten reichsunmittelbaren Abteien des Bodenseeraums.
Das 1137/1138 gegründete Kloster konnte im späten Mittelalter seine Privilegien und die Stellung innerhalb des Ordens weit ausbauen. Im 17. Jahrhundert von Kriegen bedrängt und durch einen Brand fast vollständig zerstört, erlebte es im 18. Jahrhundert seine zweite Blütezeit als Zentrum des südwestdeutschen Rokoko mit dem Bau der Wallfahrtskirche Birnau und der Gründung der ersten Sparkasse Deutschlands.
Die weitläufige barocke Klosteranlage (erbaut 1697–1706 von Franz Beer) mit dem hochgotischen Salemer Münster (ca. 1285–1414) ging 1802 durch Säkularisation in den Besitz der Markgrafen von Baden über. Seither trägt die Anlage den Namen „Schloss Salem“ und dient als Wohnsitz der markgräflichen Familie sowie seit 1920 als Sitz des Internats Schule Schloss Salem. Im Frühjahr 2009 verkaufte das Haus Baden den größten Teil der Anlage an das Land Baden-Württemberg, behielt aber einen Teil als Wohn- und Firmensitz.

## Geschichte
Siehe auch: Liste der Äbte von Salem

### Mittelalter

#### Klostergründung und äußere Ordnungsstruktur des frühen Zisterzienserordens

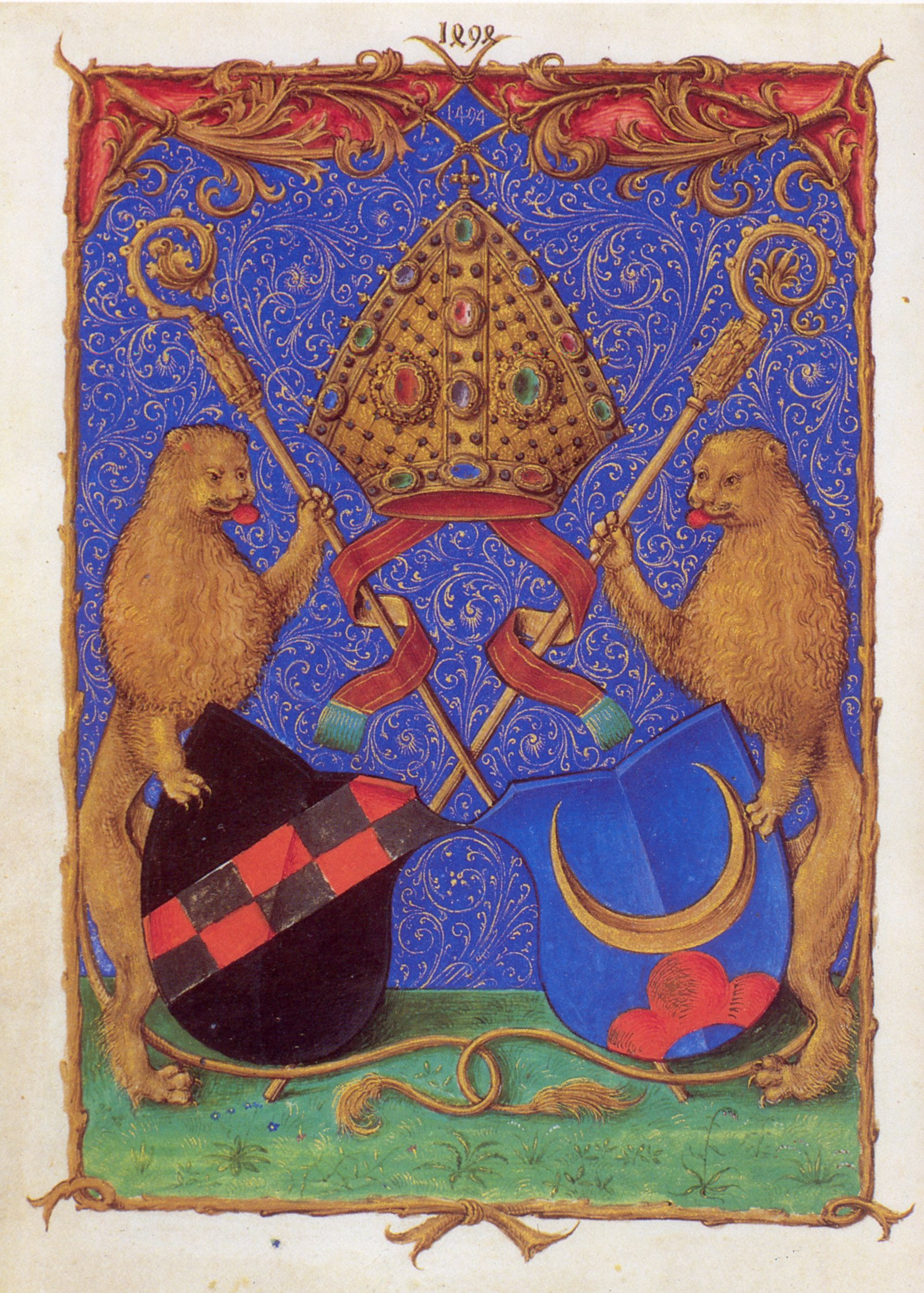
Wappen des Bernhard von Clairvaux (links) und des Abtes Johannes Stantenat (Amtszeit 1471–1494) aus einer Salemer Handschrift (Cod. Sal. IX c, Bl. 18v, 1494. Universitätsbibliothek Heidelberg)

Die Gründung Salems fällt in die Wirkungszeit des Bernhard von Clairvaux (* um 1090; † 1153), dem es binnen weniger Jahrzehnte gelang, den Orden der Zisterzienser über ganz Mitteleuropa auszubreiten. (Bernhard von Clairvaux hat Salem selbst nie besucht; Frowin, der erste Abt von Salem, soll Bernhard jedoch noch gekannt und ihn 1146 als Dolmetscher auf der Werbungsreise für den Zweiten Kreuzzug begleitet haben.) Die Zisterzienser waren in fünf Primarabteien zentral organisiert und besiedelten von Frankreich aus systematisch und fast flächendeckend das mittelalterliche Römisch-deutsche Reich und die angrenzenden Länder. Salem entstand durch Filiation aus dem Kloster Lützel im Elsass (gegründet 1123/1124), das eine Gründung von Kloster Bellevaux (Franche-Comté) war. Bellevaux wiederum war das erste Tochterkloster der Primarabtei Morimond. Salem war damit die erste Niederlassung der Zisterzienser im nördlichen Bodenseeraum und eine der ersten Gründungen im Römisch-deutschen Reich, die von Morimond abstammten.
Die Chroniken des Klosters berichten, dass sich der Freiherr und Ritter Guntram von Adelsreute bei Ravensburg (siehe Herrschaft Adelsreuth) im Jahr 1134 an den Abt von Lützel wandte, um einen Teil seiner Güter zur Gründung eines Klosters zu stiften. Guntrams Schenkung umfasste einige verstreute Grundstücke von insgesamt etwa 200 Hektar Fläche, die teilweise bereits besiedelt oder als Felder bestellt waren. Das Landstück, auf dem das Kloster erbaut wurde, lag sechs Kilometer landeinwärts vom Ufer des Bodensees in der Talsenke der Linzer Aach. Dort befand sich bereits die fränkische Siedlung Salemanneswilare (später: Salmannsweiler) mit einer kleinen Kapelle. Das Kloster lag also nicht in abgeschiedener Wildnis, wie es der Orden für Neugründungen eigentlich vorschrieb, sondern inmitten eines kleinteiligen und weitverzweigten Systems von besitzrechtlich aufgeteilten Gebieten. Dennoch bot das sumpfige Land noch Möglichkeiten, den kolonisatorischen Ehrgeiz zu befriedigen. Das Kloster Lützel hatte zunächst Bedenken wegen der geringen Größe und der weiten Streuung der gestifteten Grundstücke. Schließlich entsandte man 1137 den erforderlichen Gründungskonvent von zwölf Mönchen und einigen Laienbrüdern unter dem designierten Abt Frowin nach Salmannsweiler, um Unterkünfte und Werkstätten zu errichten.
Im Jahr 1137 oder 1138 wurde Salem zur Abtei erhoben. Bis heute gibt es unterschiedliche Auffassungen über das tatsächliche Gründungsjahr Salems. Sowohl die Datierung der Stiftung (1134) wie auch der Erhebung zur Abtei sind nicht in Urkunden überliefert, sondern nur in einer Chronik des 13. Jahrhunderts. Neuere Forschungen nennen den 15. Mai 1138, den Sonntag nach Christi Himmelfahrt, als Gründungstag. In der Klostertradition wurde 1134 (aber teilweise auch 1137) als Gründungsjahr bezeichnet, so dass das 850-jährige Jubiläum der Abtei 1984 begangen wurde. Diese Frage ist nicht nur für die Geschichtsschreibung interessant, sondern war auch für das Kloster selbst von Bedeutung, da das Alter der Abtei die ordensinterne Rangfolge der Klöster bestimmte.

#### Name „Salem“
Das Kloster in Salemanneswilare erhielt den geistlichen Namen „Salem“ nach dem biblischen „Ort des Friedens“, der im Alten Testament als Sitz des Königs Melchisedek genannt wird (1. Mose 14,18; Ps. 76,2). Das biblische Salem wurde im Mittelalter als älterer Name von Jerusalem gedeutet. Das Kloster Salem wurde daher in künstlerischen Allegorien immer mit dem Himmlischen Jerusalem in Verbindung gebracht.
Die Namen Salem und Salmannsweiler wurden bis ins 18. Jahrhundert gleichwertig nebeneinander benutzt. Ausgerechnet die Säkularisation ließ 1804 den weltlichen Namen in Vergessenheit geraten und machte den geistlichen Namen zum Ortsnamen der Gemeinde.

#### Salem und die Staufer

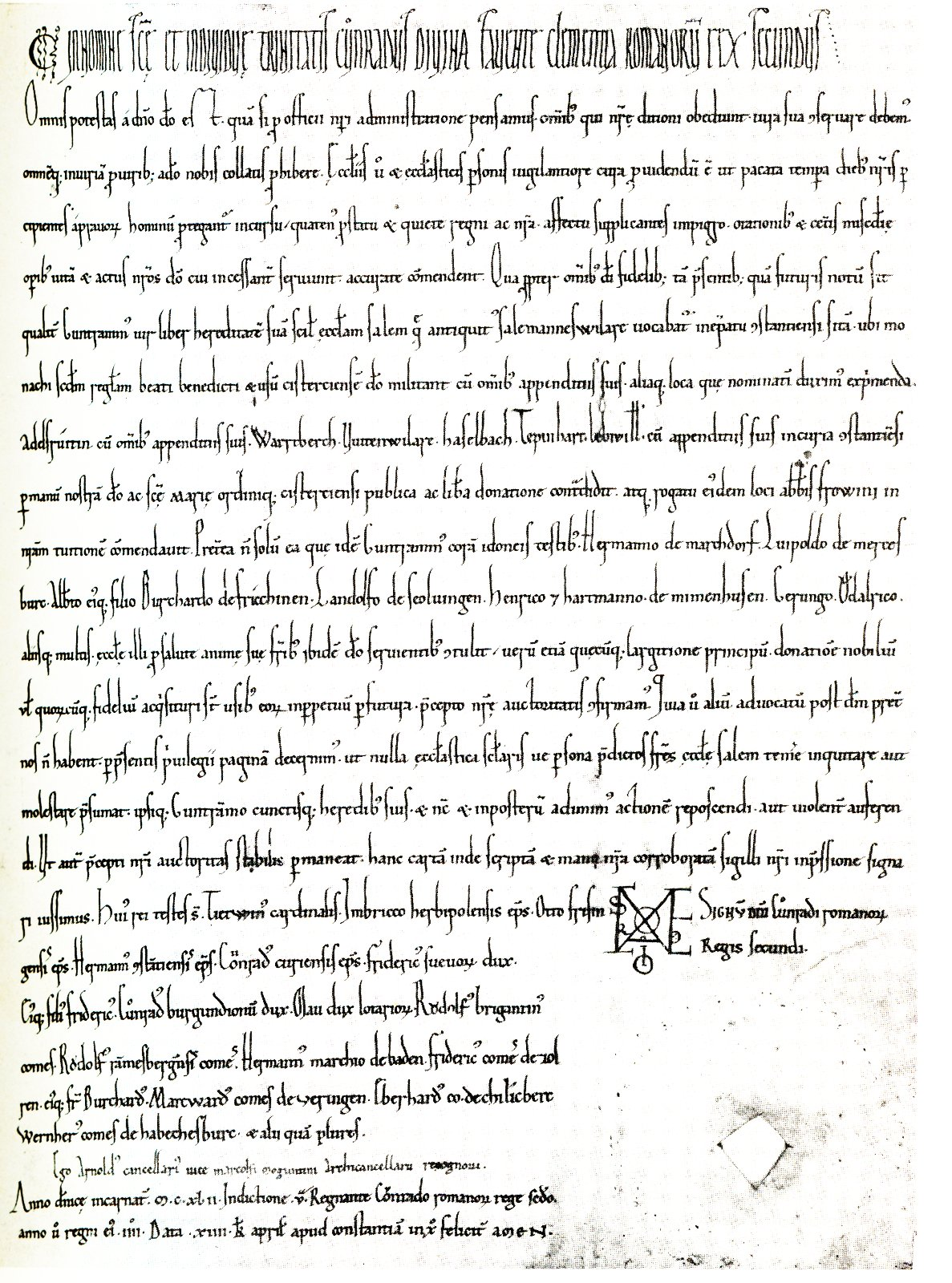
Bestätigungsurkunde Konrads III. von 1142

Guntrams Stiftung war auch politisch motiviert: Durch ihn war Salem wie das Mutterkloster in Lützel den Staufern verbunden. Im Machtkampf zwischen Staufern und Welfen sorgte die Gründung dafür, dass erstere, die im Bodenseeumland in Altdorf, Ravensburg, Buchhorn, Insel Reichenau und Kreuzlingen bereits wichtige Stützpunkte ihrer Macht besaßen, ihren Einfluss über das nordwestliche Bodenseegebiet ausdehnen konnten. Rasch folgte daher die rechtliche Konsolidierung: 1142 übergab der Stifter die Abtei an den Stauferkönig Konrad III., worauf hin die Staufer fortan die Schutzvogtei des Klosters übernahmen und Salem so bereits früh den Stand einer mittelalterlichen Reichsabtei errang; Konrads Thronfolger Friedrich Barbarossa bestätigte die Privilegien. Die unmittelbaren Nachbarn des Klosters billigten die Gründung, bot sie doch Unterstützung gegen die mit den Welfen verschwägerten Grafen von Pfullendorf. Durch die urkundlich verbrieften Rechte war Salem von anderen Vogteien freigestellt und hatte den König des Römisch-deutschen Reiches als direkten Schutzherrn – eine Position, die die Salemer Äbte zu sichern und im Laufe der Zeit auszubauen wussten.
Als im Jahr 1198 der Staufer Philipp von Schwaben und der Welfe Otto von Braunschweig von ihren jeweiligen Fraktionen zu konkurrierenden Königen des Römisch-deutschen Reiches gewählt wurden, schlug sich Salem auf die Seite des Staufers. Papst Innozenz III. bestätigte jedoch 1201 Otto IV. als neuen König. Abt Eberhard von Rohrdorf suchte daher Unterstützung bei Eberhard II., dem Erzbischof von Salzburg. Gemeinsam versuchten sie, Papst Innozenz III. zur Anerkennung der staufischen Nachfolge zu bewegen, was jedoch nicht gelang. Als Philipp von Schwaben 1208 ermordet wurde, bekannte sich auch Salem offiziell zu Otto IV., der im Gegenzug die Abtei in ihren Rechten bestätigte. Dennoch hielt Salem weiterhin insgeheim Kontakt zum staufischen Thronfolger Friedrich II. Die Treue zahlte sich aus: Der Staufer, 1212 in Frankfurt zum römisch-deutschen König gewählt und 1219 schließlich auch von den Welfen anerkannt, dankte Salem die Treue durch eine Fülle von Schutzurkunden.

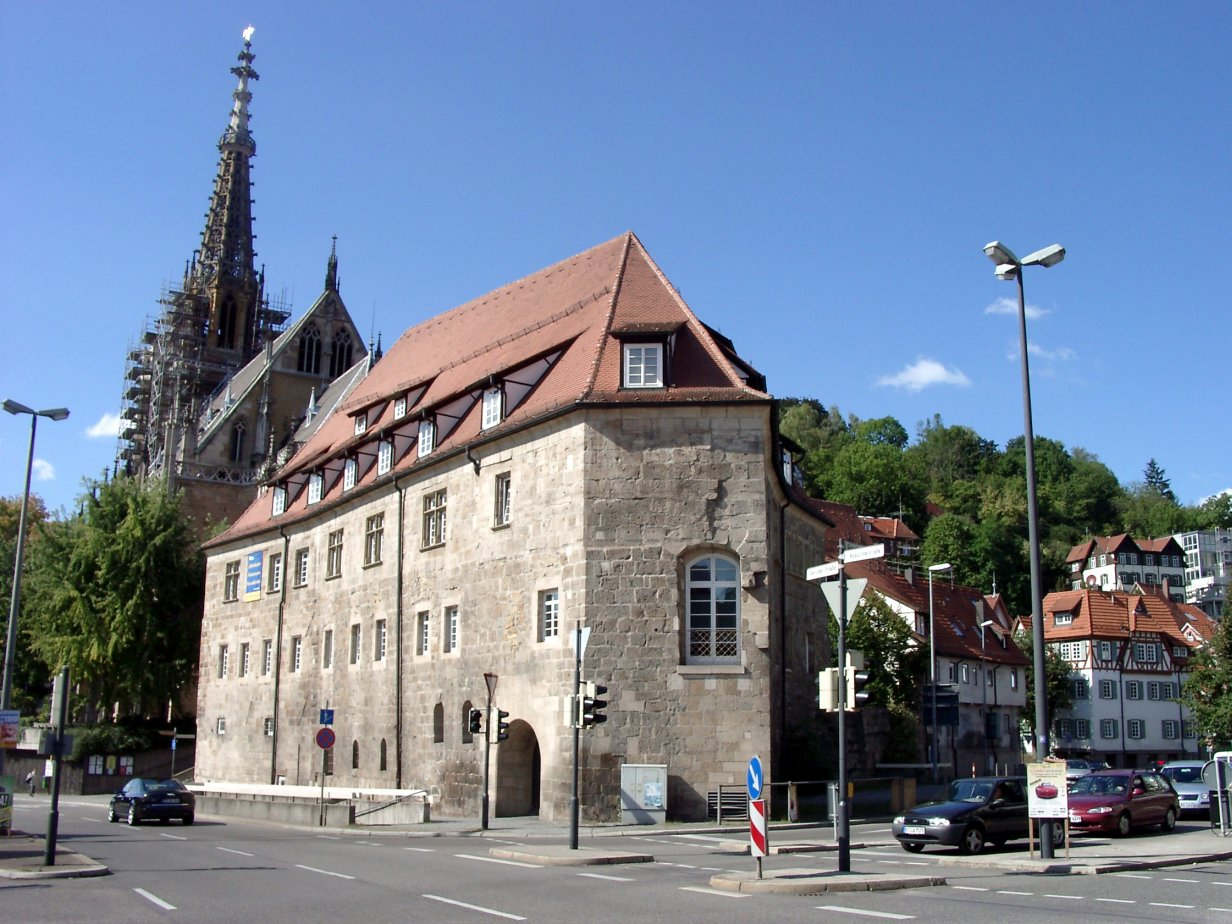
Der Salemer Pfleghof in der ehemaligen Reichsstadt Esslingen am Neckar stammt aus der ersten Blütezeit des Klosters und wurde erstmals 1229 urkundlich erwähnt.

Der Schutz der Staufer verhalf Salem unter Abt Eberhard von Rohrdorf (1191–1240) zu einer erstaunlichen wirtschaftlichen Blüte. Eberhard gelang es, den vorhandenen Streubesitz in klösterlich verwaltete Grangien zusammenzuführen. Zum ersten Mal erwirtschaftete das Kloster große Überschüsse, die wieder in Grundbesitz investiert wurden. Die Überproduktion an Obst, Getreide und Fischen wurde in abgabenfreien Stadthöfen unter anderem in Konstanz, Überlingen, Ehingen und Esslingen abgesetzt. Mit dem Gut Maurach, direkt am Ufer des Bodensees gelegen, sicherte sich Salem auch einen Zugang zur Güterschifffahrt und Handelswege, um die produzierten Waren abzusetzen. Zahlreiche Adelige überschrieben dem Kloster einen Teil ihres Besitzes. Darunter war eine Saline bei Hallein, die Erzbischof Eberhard II. von Salzburg im Jahr 1201 dem Kloster schenkte und zugleich den zollfreien Transport des geförderten Salzes garantierte, womit eine wichtige Einkommensquelle erschlossen war. Gut ausgebildete Salemer Laienbrüder übernahmen nach und nach die Verwaltung der gesamten erzbischöflichen Salinen. Im Gegenzug eröffneten sich für die Salzförderung neue Absatzmärkte im Westen des Reiches.

#### Salem als Konsistorialabtei
In kirchenrechtlicher Hinsicht lag das neu gegründete Kloster Salem in der Diözese des Bischofs von Konstanz. Nachdem Papst Innozenz II. das Kloster bereits 1140 anerkannt hatte, erhob es Papst Alexander III. im Jahr 1178 zur Konsistorialabtei, womit es direkt dem Heiligen Stuhl unterstellt war und neu gewählte Äbte nicht mehr vom örtlichen Bischof, sondern nur vom Papst bestätigt werden mussten.
Abt Eberhard von Rohrdorf sicherte sein Kloster weiter gegen Ansprüche des Konstanzer Bischofs ab, indem er ein Bündnis mit dem Erzbistum Salzburg schloss und ihm den Grund und Boden des Klosters übertrug. Im Jahr 1201 wurde Salzburg daher „Mutter und Herrin“ von Salem. Es ist jedoch fraglich, worin die kirchenrechtliche Änderung bestand, da Salem weiterhin die Rechte als Konsistorialabtei wahrte. Der wahre Nutzen bestand vor allem in politischem Beistand und gegenseitiger wirtschaftlicher Förderung. Eberhard II. trat auch die inoffizielle Nachfolge der Stifterfamilie an, deren letzte Nachfahrin Mathilde von Adelsreute im Jahr 1192 gestorben war. In der Folge wurde er daher in Salem als „zweiter Stifter“ verehrt.
Die guten Beziehungen des Klosters zum Heiligen Stuhl verhalfen den Salemer Äbten im Jahr 1384 zu dem Vorrecht, die Pontifikalinsignien Mitra, Brustkreuz und Papstring in der Liturgie tragen und von daher die Inful in das Wappen des Klosters und seiner Filiationen aufnehmen zu dürfen. Im Jahr 1455 erhielt der Abt von Salem gar ein päpstliches Privileg den Mönchen seiner Abtei und der ihm untergebenen Klöster die Subdiakonatsweihe zu spenden. In der Regel waren die Äbte von Salem im Mittelalter Vertrauensmänner von Papst und Kaiser.

#### Tochtergründungen
Binnen der ersten anderthalb Jahrhunderte der Klostergeschichte besiedelten Salemer Delegationen drei Filiationen: Die erste war das 1143 gestiftete bayerische Kloster Raitenhaslach, dessen Besiedelung durch Salemer Mönche zwar nicht direkt dokumentiert, doch durch das unangefochtene Visitationsrecht ausreichend belegt ist. Das um 1158 vom Kloster Frienisberg besiedelte Kloster Tennenbach bei Freiburg im Breisgau wurde Salem 1182 als „unechte“ Tochter inkorporiert. Die zweite eigene Gründung war das 1227 gegründete Wettingen in der Nordschweiz. Die große Ausbreitungswelle des Ordens hatte bereits stark nachgelassen, als der Habsburger Albrecht I. im Jahr 1303 das Kloster Königsbronn stiftete und Salem zur Besiedelung anbot, um die Kirchenpolitik Rudolfs I. fortzuführen.
Noch im Spätmittelalter stand Kloster Salem sowohl innerlich als auch äußerlich in Blüte, was sich vor allem an der Zahl der Ordensleute ablesen lässt: Um das Jahr 1323 gab es in der Zisterzienserabtei Salmansweiler 91 Ordenspriester und 160 Konversen. Gut 50 Jahre später, um 1377, bestand die Klostergemeinschaft aus 100 Chormönchen und 80 Konversen.
Besonders Abt Eberhard von Rohrdorf machte sich auch um die Anerkennung der Zisterzienserinnen verdient. Der zisterziensischen Ordensleitung fiel die Akzeptanz von Frauenklöstern in den Jahren um 1200 noch schwer, so dass sogar Verbote für Neugründungen ausgesprochen wurden. Abt Eberhard leistete hier Pionierarbeit und nahm 1217 das fünf Jahre zuvor gegründete Frauenkloster Wald in seine Obhut. Im Laufe des 13. Jahrhunderts folgten weitere Frauenklöster in Rottenmünster, Baindt, Heiligkreuztal, Heggbach und Gutenzell in Oberschwaben sowie die Thurgauer Konvente Feldbach und Kalchrain. Das Visitationsrecht über diese Klöster behielt Salem, sofern diese nicht zuvor aufgelöst wurden, bis zu seiner eigenen Schließung. Im Schwäbischen Reichsprälatenkollegium sollten einige der Frauenklöster später sogar politisches Gewicht im Reichstag bekommen.

#### Salem, die Habsburger und die Exemption

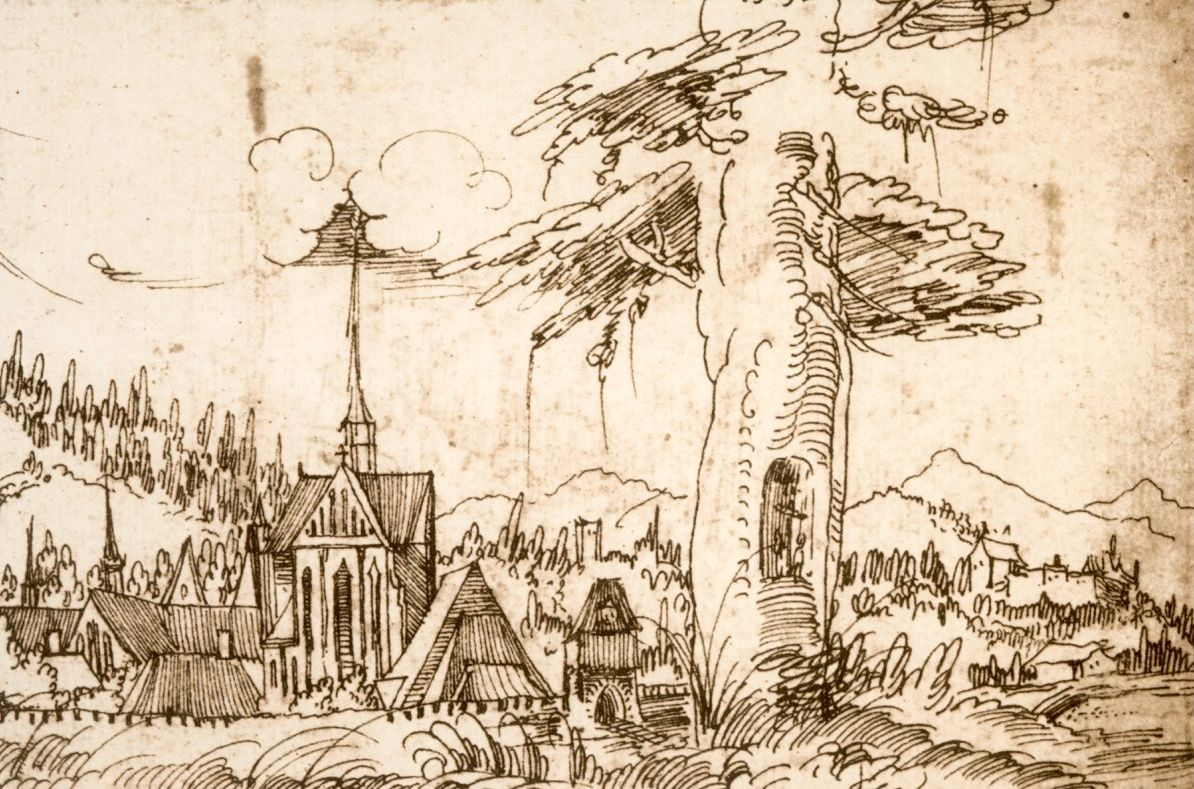
Erste bekannte Darstellung des Salemer Münsters (Augustin Hirschvogel, 1536). Mit dem Bau wurde unter Habsburger Protektion begonnen.

Nach dem Niedergang der Staufer begann das politische Chaos des Interregnums (1254–1273), in dem Salem auf Selbstschutz angewiesen war und herbe wirtschaftliche Einbußen erlitt. Der regionale Adel focht einstige Schenkungen an oder beschlagnahmte sie einfach. Bereits kurz nach der Wahl von König Rudolf I. im Jahr 1273, die zumindest vorübergehend Frieden ins Reich bringen sollte, knüpfte Salem daher enge Beziehungen zum Hause Habsburg. Rudolf bot seinen Schutz an, da die Reichsklöster eine wichtige Rolle in seinem politischen Plan spielten, das Herzogtum Schwaben wiederherzustellen und beauftragte fortan die oberschwäbischen Landvögte mit dem Schutz der Abtei. Für Salem wiederum war diese Verbindung die gebotene Möglichkeit, das Überleben der Abtei zu sichern.
Unter Habsburger Protektion begann 1275 eine zweite Epoche der Prosperität, die bis etwa 1320 anhielt. Um 1300 gehörte Salem zu den größten und reichsten Klöstern in weitem Umkreis; es besaß Fischrechte im Bodensee sowie Güter in über 100 km Umkreis, unter anderem bei Ulm, Biberach an der Riß, Saulgau und Meersburg. Die im Interregnum verloren gegangenen Besitztümer wurden weitgehend wieder dem Kloster überschrieben und urkundlich abgesichert. Um 1285 wurde dank der neu erreichten Finanzkraft mit dem Bau des Salemer Münsters begonnen, das jedoch, nach einem durch Geldmangel und Pestepidemien ausgelösten Baustopp, erst um 1425 vollendet werden konnte.
Für das Kloster bedeutete die enge Bindung an das Reich zumindest theoretisch Stabilität und Schutz gegen Ansprüche des örtlichen Adels und die anderen Reichsstände. Die verbriefte Sicherheit war jedoch in der Praxis wenig verlässlich. Während der Regentschaft des Papstgegners Ludwig des Bayern von 1314 bis 1347 war Salem sogar ganz auf Selbstschutz angewiesen.
Die Angebote regionaler Adeliger, die Vogtei über Salem zu übernehmen, lehnte das Kloster stets ab, waren solche Offerten doch mit Besitz- und Herrschaftsansprüchen verbunden. Besonders hartnäckig waren die benachbarten Grafen von Heiligenberg, die bis ins 17. Jahrhundert immer wieder versuchten, rechtliche Ansprüche auf Salemer Besitz geltend zu machen, Salemer Untertanen zu pfänden oder gefangen zu nehmen und ihnen ihre Gerichtsbarkeit aufzuzwingen.

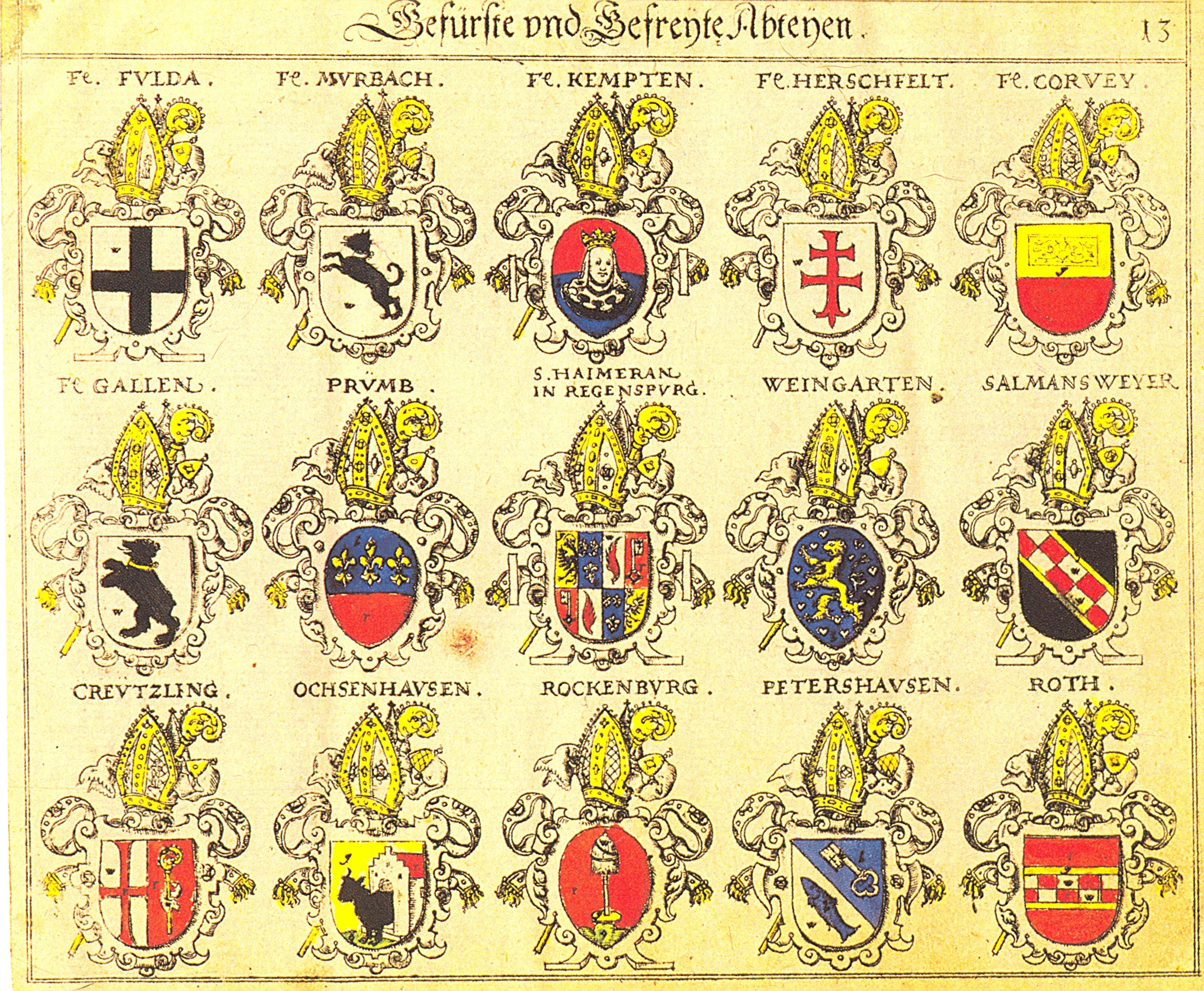
Tabelle der Gefürsteten und Gefreiten Stifte: Abtei Salmannsweiler (2. Reihe, 5. Wappen von links)

Ludwigs Nachfolger König König Karl IV. versuchte 1347, im Jahr der großen Pest, sogar das Kloster vollständig den Heiligenbergern zu überschreiben, musste diesen Schritt jedoch nach Protest aus Salem im folgenden Jahr rückgängig machen. Den guten Zustand der zisterziensischen Salemer Klostergemeinschaft zu jener schwierigen Zeit belegt, dass der Konvent selbst nach dem Pestjahr von 1348 noch 100 Mönche und 80 Konversen zählte. Karl IV. nahm sogar nicht nur diese Überschreibung an das Haus Heiligenberg zurück, sondern garantierte Salem noch weitere Privilegien: Eine Urkunde von 1354 verpflichtete die umliegenden Städte und den Adel zum Schutz des Klosters und gewährte diesem die niedere Gerichtsbarkeit über seine Bürger, womit sein Status als Reichsstift abgesichert blieb. Im Jahr 1487 bestätigte Kaiser Friedrich III. erneut ausdrücklich die Stellung Salems als Reichsabtei. Somit war der Weg hin zum Reichsstand in der frühen Neuzeit geebnet. Die Hohe Gerichtsbarkeit blieb bei der Landvogtei Oberschwaben, bis ein Vertrag zwischen Salem und Heiligenberg 1637 die Ländereien besitzrechtlich neu aufteilte und Salem die volle Rechtsgewalt über die meisten seiner Gebiete zusprach.
Seit dem 15./16. Jahrhundert erhielt Salem zudem durch die Päpste mehrere Bestätigungsbullen, die das Kloster gänzlich aus der Gewalt und dem Territorium des Bischofs von Konstanz herausnahmen, so dass die Abtei Salem nun auch kirchenrechtlich im vollen Umfang Exemtion erlangte und damit zur Gefreiten Abtei avancierte, was jedoch immer wieder mal vom Bistum Konstanz angefochten wurde.

### Reformation und Frühe Neuzeit

#### Politische Rolle um 1500
Salem diente als Reichskloster auch den reisenden Kaisern gelegentlich als Unterkunft, was wiederum den politisch ehrgeizigen Äbten den Kontakt zu den Mächtigen erleichterte. So besuchte am 20. August 1485 Kaiser Friedrich III. das Kloster Salem. Wohl bei diesem Besuch gelang es dem Abt Johannes Stantenat, wichtige Privilegien auszuhandeln: Ein kaiserlicher Freibrief vom 26. Mai 1487 gestattete dem Kloster, fortan von seinen Untertanen Steuern zu erheben und säumige Zahler selbst zu bestrafen. Zusätzlich durfte Salem nun seinen Schutzvogt selbst wählen und wieder absetzen. Damit hatte Salem die volle Reichsunmittelbarkeit mit den meisten Privilegien eines Reichsstands erlangt. Hatte das Kloster nach seiner Gründung noch als politisches Instrument gedient, war es ihm nun gelungen, durch seine Privilegien die größtmögliche Autonomie zu erreichen.
Kaiser Karl V. bestätigte auf dem Reichstag zu Worms 1521 noch einmal die Privilegien und den Schutz durch das Reich. Die reichspolitische Bedeutung Salems erreichte in diesen Jahren ihren Höhepunkt: In den Jahren 1500 und 1521 wurden die Salemer Äbte in das zwanzigköpfige Reichsregiment berufen, das unter Vorsitz des Königs die ständige Reichsregierung führen sollte. Seit etwa 1470 nahmen auch die Salemer Äbte erstmals regelmäßig an Reichstagen teil. Während andere Orden weit mehr Reichsprälaten stellten, erlangte unter den deutschen Zisterzienserklöstern neben Kaisheim nur Salem die unbestrittene Reichsstandschaft. Die Erhebung zur Fürstabtei gelang dabei keiner deutschen Zisterze. Salem war im Reichsfürstenrat des Reichstages nur durch die Stimme des Schwäbischen Reichsprälatenkollegiums vertreten. Dabei stand Salem an der Spitze der Rangfolge, konnte jedoch (mit einer Ausnahme: Abt Anselm II.) nie den Direktor dieses Kollegiums stellen.
Die kaiserliche Protektion half zur selben Zeit, Übergriffe des mächtigsten Nachbarn zu verhindern: Der machtbewusste Konstanzer Bischof Johann von Weeze versuchte mehrfach, die Abtei zu entmachten und als Kommende dem Bistum Konstanz unterzuordnen. Die Eingliederung der altehrwürdigen Abtei Reichenau war Weeze im Jahr 1540 bereits gelungen, während Salem seine Unabhängigkeit gleich zwei Mal (1540 und 1562) mit kaiserlicher Hilfe bewahren konnte.
Der tatsächliche Einfluss der Abtei auf die Reichspolitik war jedoch gering, so sehr man sich auch bemühte. Salems Beitrag bestand hauptsächlich aus der Zahlung von Kontributionen für die Kriegsführung des Reichs (Römermonat), zu der es als Reichsstand verpflichtet war. Nach der Zisterze Kaisheim leistete Salem gewöhnlich die höchsten Beiträge aller deutschen Abteien. Im Dreißigjährigen Krieg unterstützte Salem die Katholische Liga; später musste es Beiträge unter anderem für die Türkenkriege, den Spanischen Erbfolgekrieg (1701–1714) und den Pfälzer Erbfolgekrieg (1788–1797) aufbringen. Als Reichsstand hatte Salem zudem die Verpflichtung, ein Truppenkontingent zu unterhalten, das in Kriegszeiten dem Reich zur Verfügung stand. Möglicherweise gab es bereits im frühen 14. Jahrhundert eine solche Truppe; ab 1422 ist sie urkundlich belegt. Im 18. Jahrhundert umfasste sie etwa 60–80 einfache Soldaten sowie einige Offiziere, während in Kriegszeiten auch Reservisten zur Verfügung standen.

#### Bauernaufstände
Die kaiserliche Schirmherrschaft war dem Kloster gegen die eigenen Untertanen wenig von Nutzen. Die Klosterleitung hatte im 15. Jahrhundert in weit größerem Maße, als dies bei anderen Klöstern der Fall war, die Grundherrschaft über ihre Gebiete in eine umfassende Landesherrschaft umgewandelt und seinen Leibeigenen hohe Abgaben abverlangt. Weit strengere Auflagen als in anderen süddeutschen Territorien sollten wahrscheinlich die Bildung von Vermögen in der Bevölkerung verhindern. Die strengen Bestimmungen beschworen Konflikte herauf: Schon 1473 musste eine Auflehnung durch einen Vertrag zugunsten der Bevölkerung geschlichtet werden; 1515 wurde in Bermatingen sogar ein Mönch von Bauern erschlagen. Als 1524 der Deutsche Bauernkrieg ausbrach, ließen sich die aufständischen Bauern des Seehaufens vom Kloster verpflegen; nur das friedliche Ende der Aufstände im Linzgau verhinderte größere Plünderungen. Umgehend senkte das Kloster die Steuern, um künftigen Aufständen vorzubeugen.

#### Gründung der Oberdeutschen Kongregation
Die Reformation und die Ausbreitung des Protestantismus im 16. Jahrhundert war ein harter Schlag gegen den Zisterzienserorden. Von 109 deutschen Klöstern wurden rund 50 aufgelöst, darunter auch die salemitanische Tochtergründung Königsbronn. Salem lag auf katholischem Territorium und blieb daher bestehen. Umso mehr wuchs seine Bedeutung in der kleiner gewordenen deutschen Klosterlandschaft. Der Generalabt von Cîteaux bestimmte den Abt von Salem 1596 zum Generalvikar der Ordensprovinz Oberdeutschland mit dem Recht, selbst Äbte zu weihen.
Im Bewusstsein dieser Vorreiterrolle unter den oberdeutschen Zisterzen betrieb Abt Thomas I. Wunn (1615–1647) die Gründung der Oberdeutschen Zisterzienserkongregation. In den romanischen Ländern waren ähnliche Zusammenschlüsse bereits im 16. Jahrhundert entstanden. Im November 1617 einigten sich im Salem die Äbte von Salem, Wettingen, Tennenbach, St. Urban und Neuburg (bei Haguenau) sowie der Kommissar von Hauterive auf die Statuten der oberdeutschen Kongregation. Am 22. Januar 1619 wurden sie vom Generalkapitel in Cîteaux bestätigt. Salem wurde als Sitzungsort des Provinzialkapitels festgelegt; als erster Präses (Vicarius generalis Germanieae Superioris) wurde sein Salemer Initiator Thomas Wunn gewählt. Die in den Statuten vorgesehene philosophisch-theologische Akademie für Novizen nahm am 1. Januar 1625 in Salem den Studienbetrieb auf. So wurde Salem nicht nur zum organisatorischen Zentrum, sondern auch zur Ausbildungsstätte für die Novizen aller Abteien der Kongregation.

#### Neubau trotz schlechter Wirtschaftslage
Die Steuerausfälle und die Plünderungen in den Kriegen des 16. Jahrhunderts hatten die Finanzen der Abtei in eine Notlage gebracht. Größerer finanzieller Schaden entstand dem Kloster etwa im Schmalkaldischen Krieg (1546–1547), als durchziehende Truppen Schutzgelder erpressten oder sich von den Klöstern Unterkunft und Verpflegung stellen ließen. Die Verschuldung und hohe Reichssteuern zwangen das Kloster zum Verkauf ganzer Dörfer und Zehntrechte weit unter Preis. Die Wirtschaftslage der Abtei sollte sich erst im 18. Jahrhundert wieder erholen.
Trotz der schwierigen Finanzlage und der Kriegshandlungen im Reich entschloss sich Abt Thomas I. Wunn direkt nach seinem Amtsantritt 1615 zu ausgedehnten Neubauten. Er dokumentierte nicht nur den Ehrgeiz des Abtes, sondern auch das gestiegene Selbstbewusstsein des Klosters. Der Wunn'sche Klosterkomplex war zu seiner Zeit eines der größten Bauprojekte der Bodenseeregion und orientierte sich in seiner äußeren Gestaltung an den feudalen Schlössern der umliegenden Grafschaften in im Spätrenaissance–frühbarocken Stil. Die großzügige Anlage ersetzte die alten, über Jahrhunderte gewachsenen und ausgebesserten Klosterbauten durch einen neuen, einheitlichen Gesamtbau, der in den folgenden Kriegsjahren allerdings schwere Schäden davontrug.

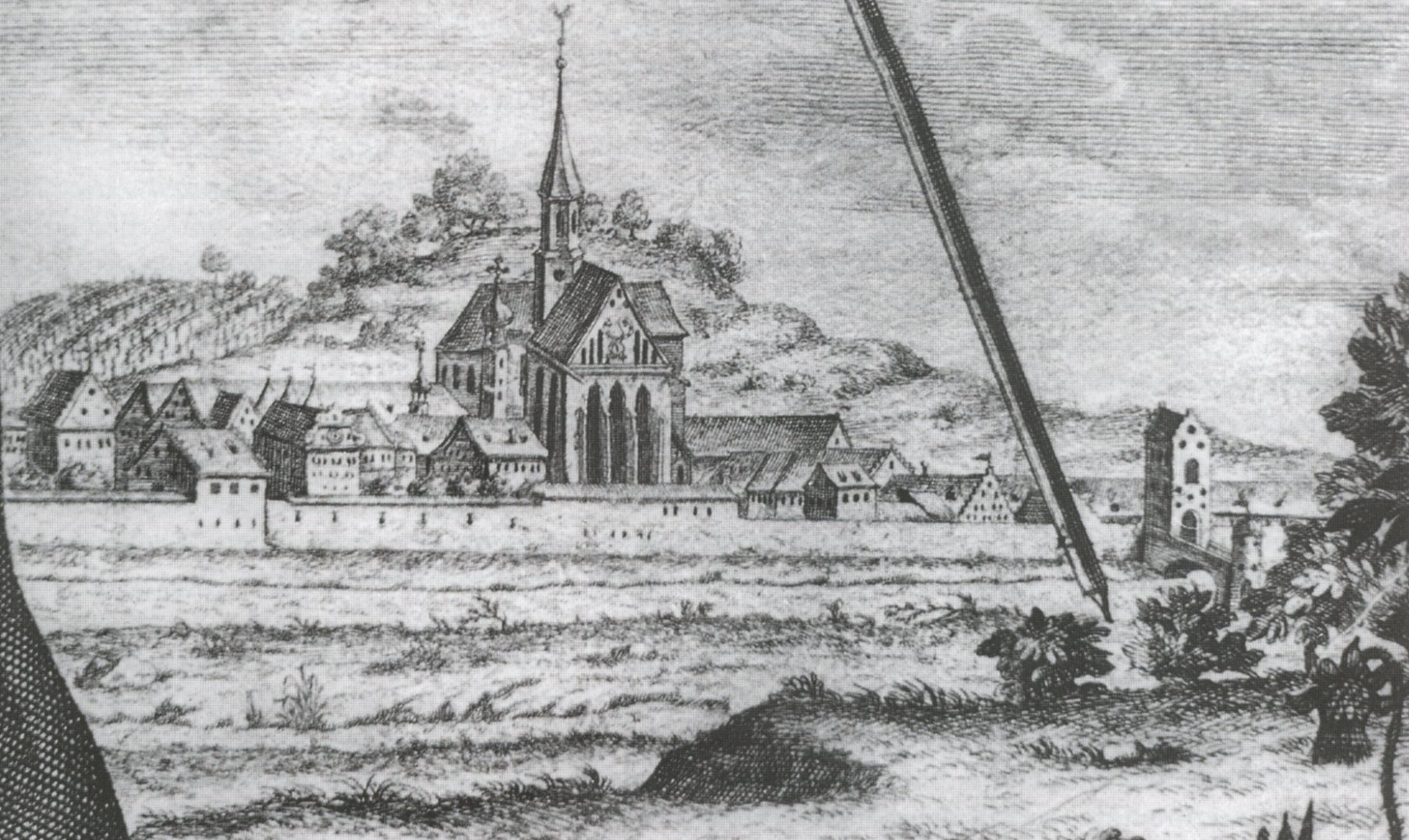
Salem um 1681. Zeitgenössischer Stich (Ausschnitt)

#### Dreißigjähriger Krieg
Im Dreißigjährigen Krieg (1618–1648) geriet das Kloster zwischen die Fronten. Bereits im Vorfeld des Krieges mussten Truppen einquartiert und verpflegt werden, wobei die durchziehenden Soldaten oft plünderten und stahlen. 1610 wurde den Einwohnern der zum Kloster gehörenden Gebiete gestattet, eine „Volkswehr“ von 1500 Mann zu bilden und zu bewaffnen; im Jahr des eigentlichen Kriegsbeginns 1618 wurde sie jedoch wieder aufgelöst. Salem war 1609 der Katholischen Liga beigetreten, sperrte jedoch ab 1623 die Beitragszahlungen, weil Truppen der Liga wiederholt von Salem Kontributionen erpresst hatten und weil man fürchtete, dass das protestantische Württemberg bei einem Sieg mit einem Mitglied der Katholischen Liga kurzen Prozess machen würde.

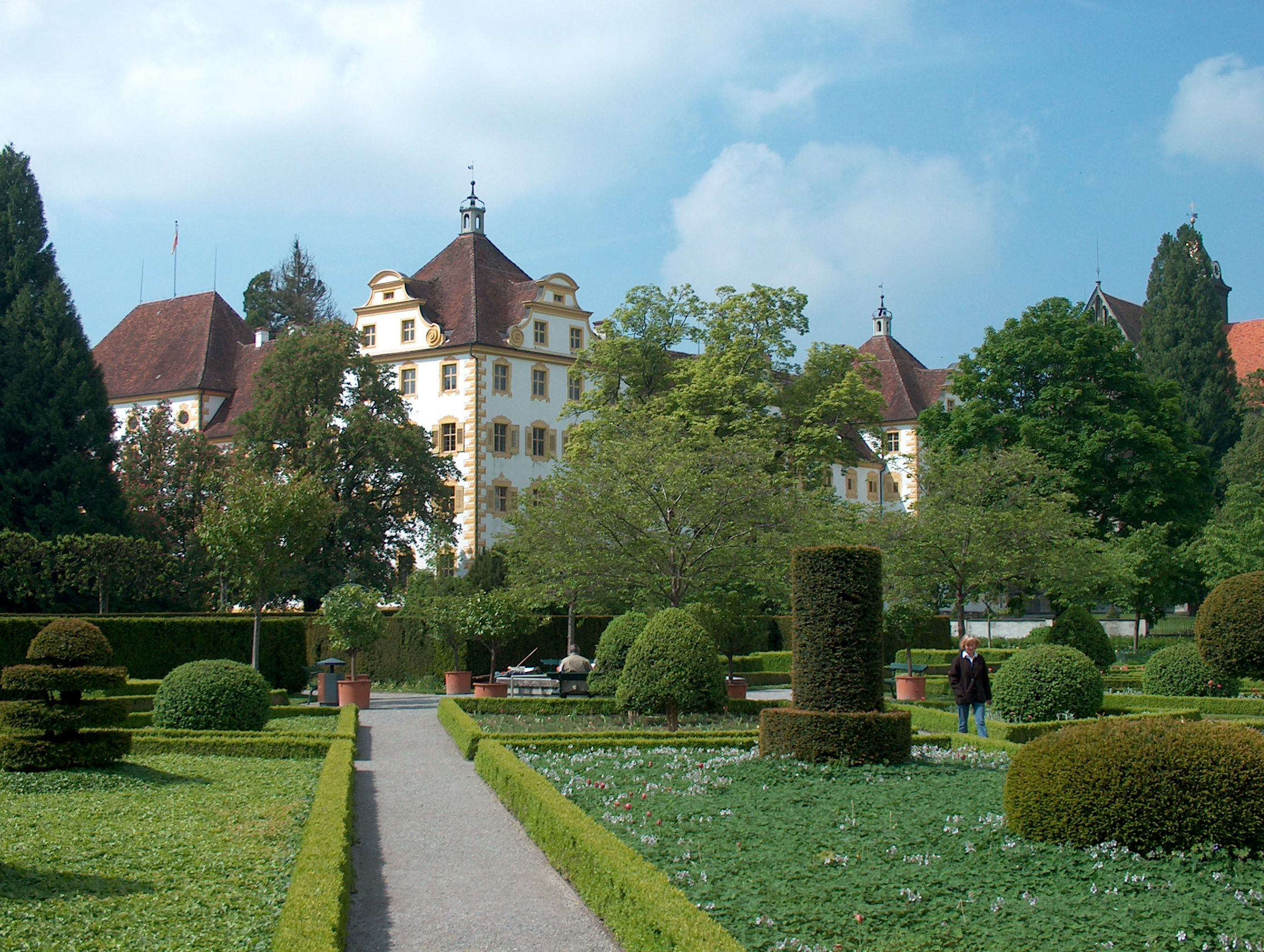
Schloss Salem mit Park und Garten

Die Schwedenkriege, die Süddeutschland 1632 erreichten, trafen Salem schwer. Der befürchtete Überfall der schwedischen Truppen am 26. April 1632 verlief glimpflich; weit schwerer setzten Salem die kaiserlichen Regimenter zu. In den Jahren 1632–1647 wurde Salem mehrfach geplündert und als Truppenunterkunft benutzt. Die durchziehenden Truppen erpressten Schutzgelder, drangsalierten oder ermordeten die Bevölkerung, plünderten ihre Häuser und steckten sie in Brand. Im Frühjahr 1634 ließ der schwedische Feldmarschall Horn das Kloster plündern; im August desselben Jahres zerstörten Soldaten Teile des Münsters und stahlen einige Kirchenglocken. Mehrfach musste der Abt mit den verbliebenen Patres nach Konstanz fliehen. Im Herbst 1641 sah sich der Abt gezwungen, den Konvent aufzulösen und die Mönche in andere Klöster zu verschicken.
Erst mit dem Ulmer Waffenstillstand zwischen Bayern, Schweden und Frankreich im März 1647 kehrte in Salem wieder Frieden ein; die verstreuten Mönche, soweit sie noch am Leben waren, konnten zurückkehren. Die Abtei hatte zu diesem Zeitpunkt Schulden von rund 190.000 Gulden und stand vor dem Ruin. Der 1647 gewählte Abt Thomas II. Schwab wurde erst zehn Jahre später vom Papst bestätigt, weil Salem die geforderten Annaten nicht bezahlen konnte. Zur Schuldentilgung mussten Hofgüter, Zehntrechte und weiterer Besitz an Privatleute oder andere Klöster verkauft wurden. Salem blieb jedoch über Jahrzehnte hoch verschuldet und vermochte kaum die notwendigen Reparaturen der Klostergebäude zu bezahlen.
Ab Ende des 17. Jahrhunderts befand sich in Mimmenhausen die Garnison der Reichsabtei, die dem Kaiser in Kriegszeiten ein Kontingent Soldaten zu stellen hatte. Ein Großteil der Bediensteten des Klosters wohnte ebenfalls in dem Ort, dessen Schutzvogtei die Reichsabtei seit 1331 ausübte und wo sich ein blühender Handwerkerstand entwickelt hatte. Zur Ausbildung der Kinder der Klosterbediensteten bekam der Ort im 17. Jahrhundert eine Lateinschule.

#### Klosterbrand und Neubau

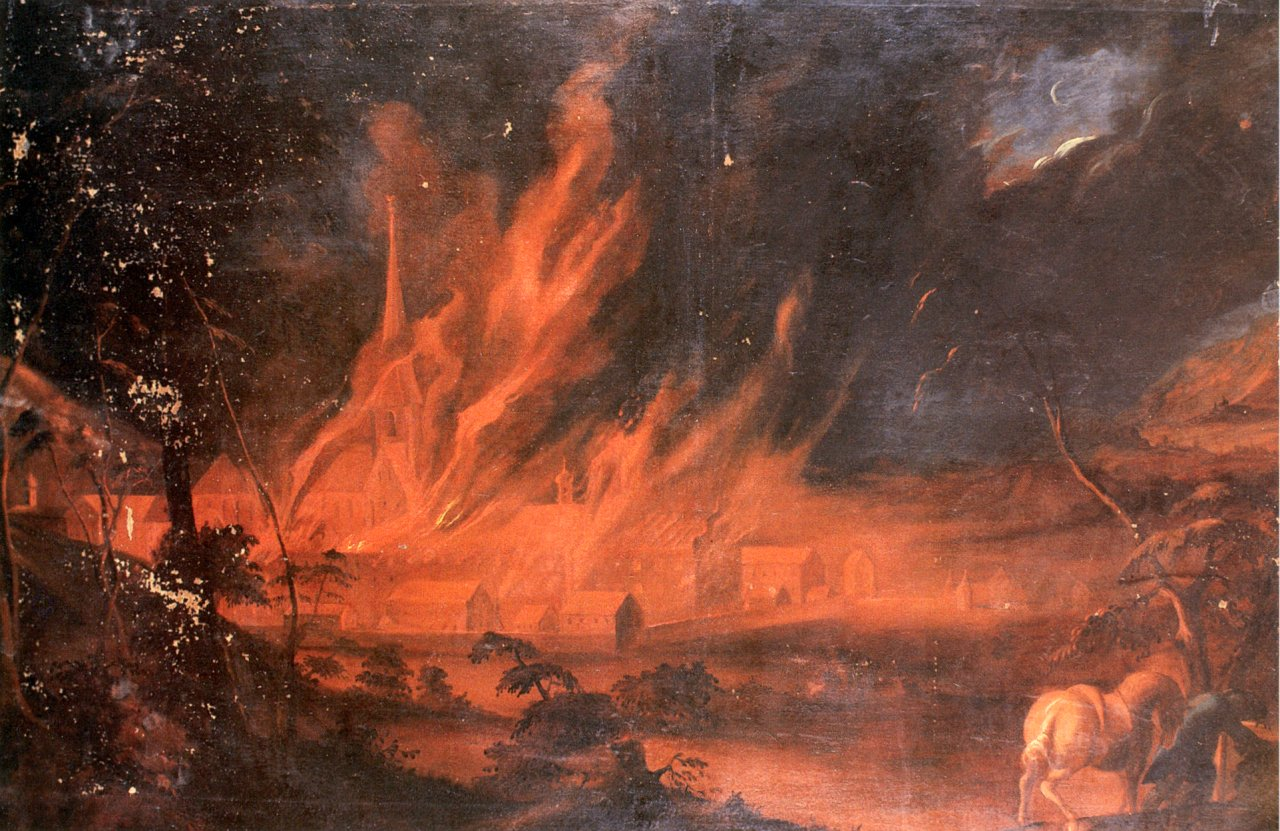
Der Brand des Salemer Klosters 1697. Supraporte von Andreas Brugger

In der Nacht vom 9. auf den 10. März 1697 ereilte das Kloster eine Brandkatastrophe, in der die meisten Gebäude zerstört wurden. Von einem schadhaften Ofen in der Wachstube im Nordosten des Klostergebäudes breitete sich das Feuer aus, erreichte bald den hölzernen Dachstuhl und griff von dort auf die übrigen Konventsgebäude, die Abtei und das Krankenhaus über. Löschzüge der umliegenden Gemeinden vermochten nur das Münster und den Westflügel des Konventsgebäudes zu retten. Der Brand vernichtete einen Großteil der Kunstschätze und die wertvolle Handbibliothek des Abtes, während die Klosterbibliothek und das Archiv erhalten blieben.
Wenige Wochen nach dem Brand wurde beschlossen, das Kloster von Grund auf neu zu errichten. Als Baumeister wurde der Vorarlberger Franz Beer berufen, der am Bau der Klosterkirche von Obermarchtal beteiligt gewesen war. Die neue Anlage sollte nach einem großzügigen Gesamtplan entstehen. Abt Stephan I. Jung gelang es trotz der nach wie vor hohen Verschuldung des Klosters, rund 350.000 Gulden für den Bau aufzubringen; es wird vermutet, dass alte Klosterschätze dafür aufkamen, die im Dreißigjährigen Krieg rechtzeitig weggeschafft worden waren. Innerhalb eines Jahrzehnts errichtete Beer die Neubauten. Bereits im Jahr 1706 konnten sie zum Teil bezogen werden.

### 18. Jahrhundert

#### Barocke Prachtentfaltung

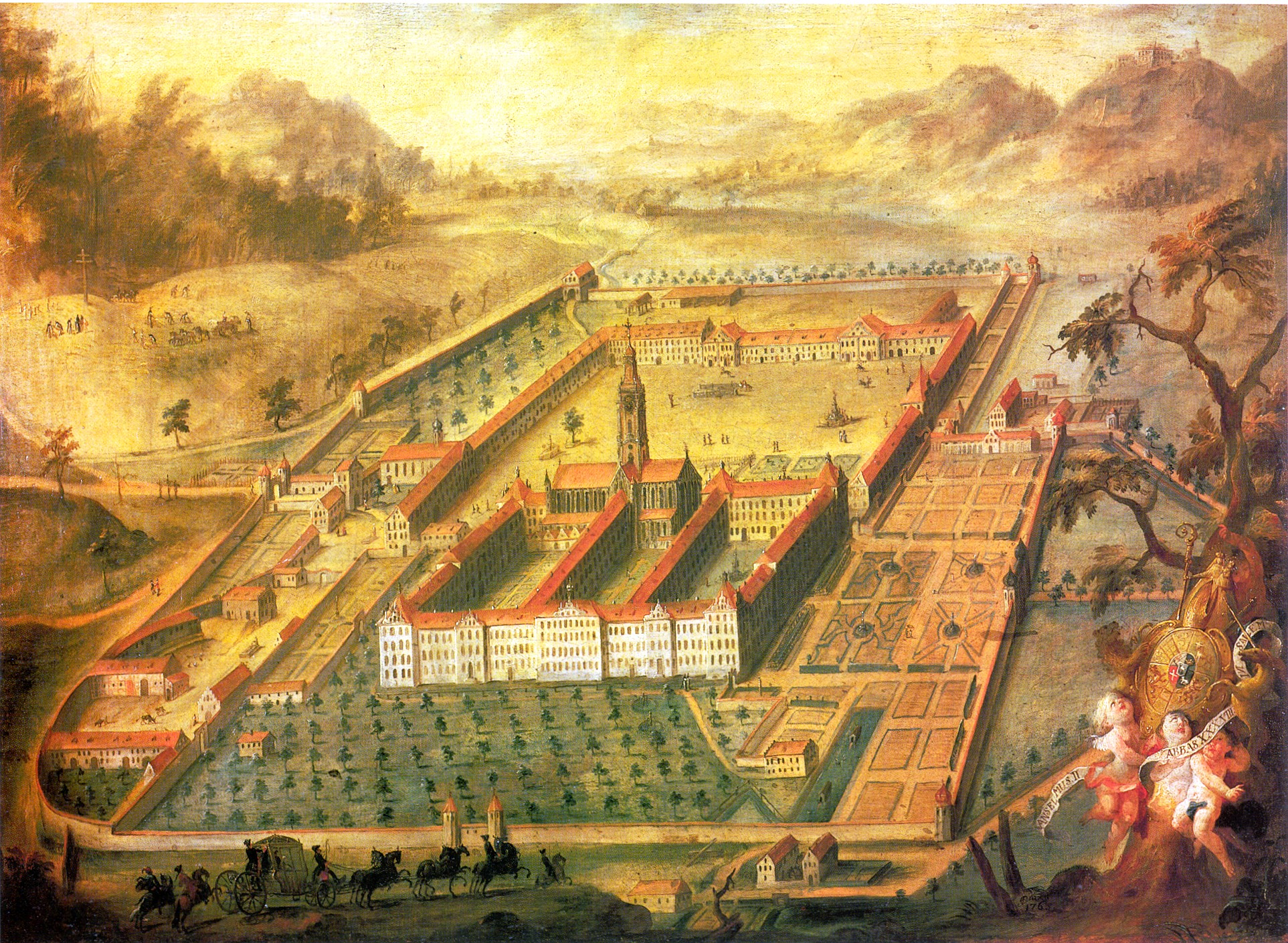
Repräsentative Ansicht von Salem mit dem monumentalen Glockenturm des Abtes Anselm Schwab; im Vordergrund dessen sechsspännige Kutsche (Andreas Brugger, 1765)

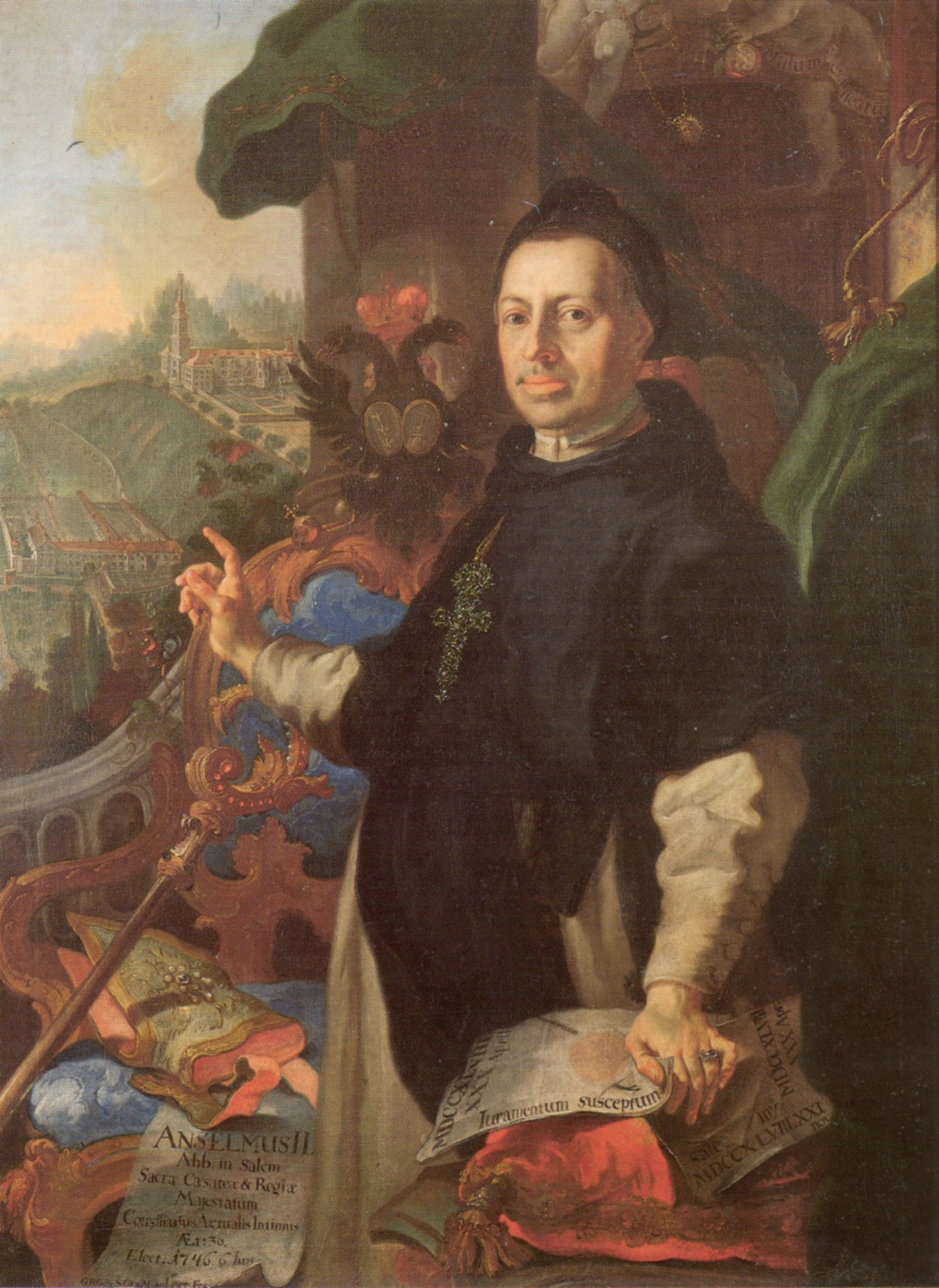
Abt Anselm II. Schwab deutet auf die Wallfahrtskirche Birnau im Hintergrund, die in seiner Amtszeit vollendet wurde (Gottfried Bernhard Göz, 1749)

Der großzügige Neubau der Klosteranlage läutete in Salem ein neues Zeitalter der Blüte ein. Unter den Äbten Konstantin Miller (1725–1745), Anselm II. Schwab (1746–1778) und Robert Schlecht (1778–1802) gelangte das Kloster im 18. Jahrhundert zum Gipfel seines Reichtums und seiner Pracht. Steuererleichterungen für die Abtei stellten den Wohlstand wieder her, der im 17. Jahrhundert verloren gegangen war. An Bedeutung im Reich kam die wohlhabende Abtei längst einem kleinen Fürstentum gleich.
Man war sich in Salem der weltlichen Repräsentationspflichten eines Reichsstands durchaus bewusst und vertrat dieses Bewusstsein auch nach außen. Abt Anselm ließ sich sogar von Kaiser Franz I. zum Kaiserlichen Geheimrat ernennen; zu seinem Bedauern gelang es ihm jedoch wie seinen Vorgängern nicht, das Kloster in den Rang einer Fürstabtei zu bringen. Von den Armutsgeboten des Ordens hatte man sich nach außen hin weit entfernt, während innerhalb des Konvents nach wie vor strenge Zucht herrschte.

#### Salem als Zentrum der Rokokokunst

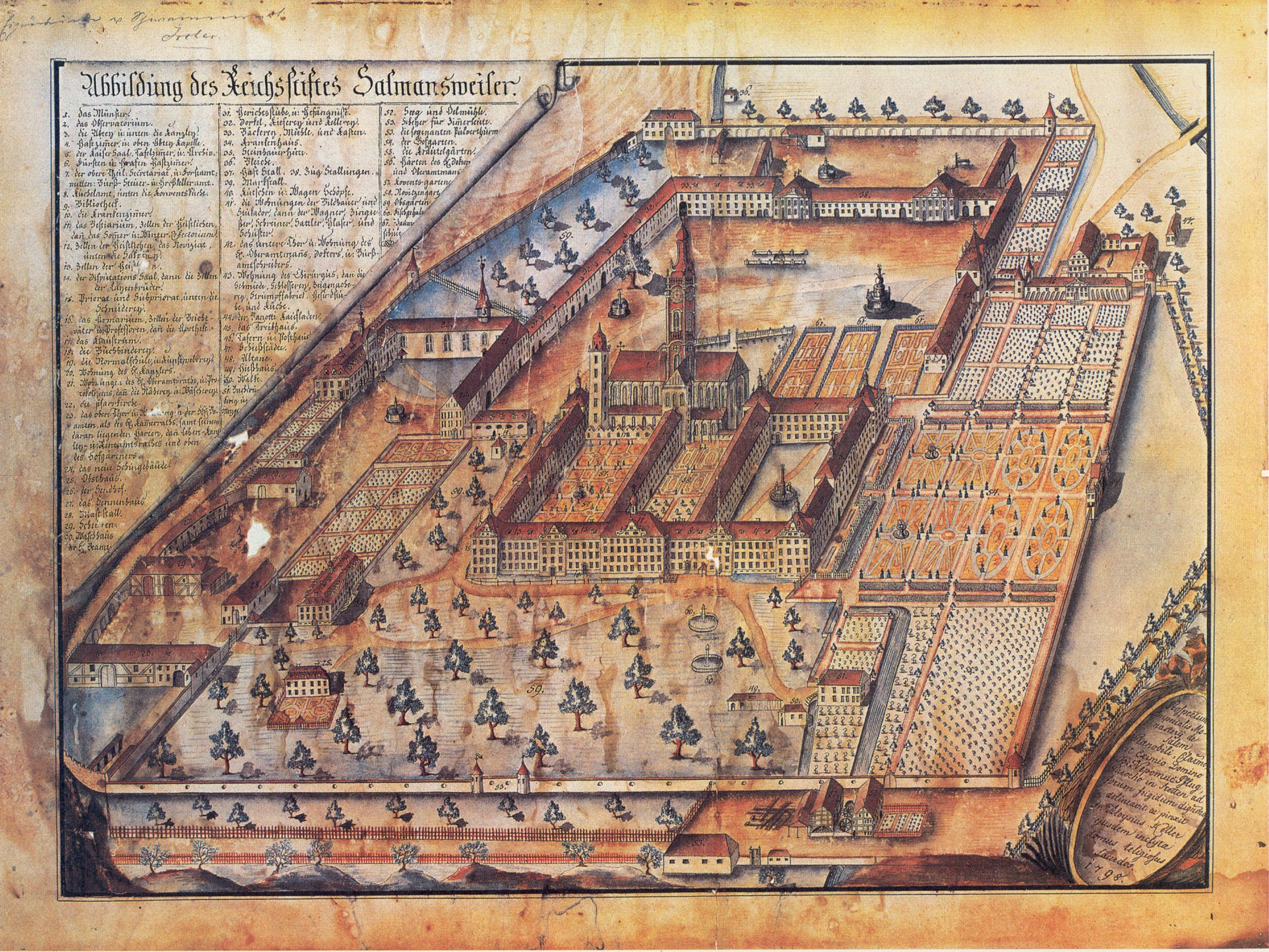
Die Reichsabtei Salem im Jahr 1798

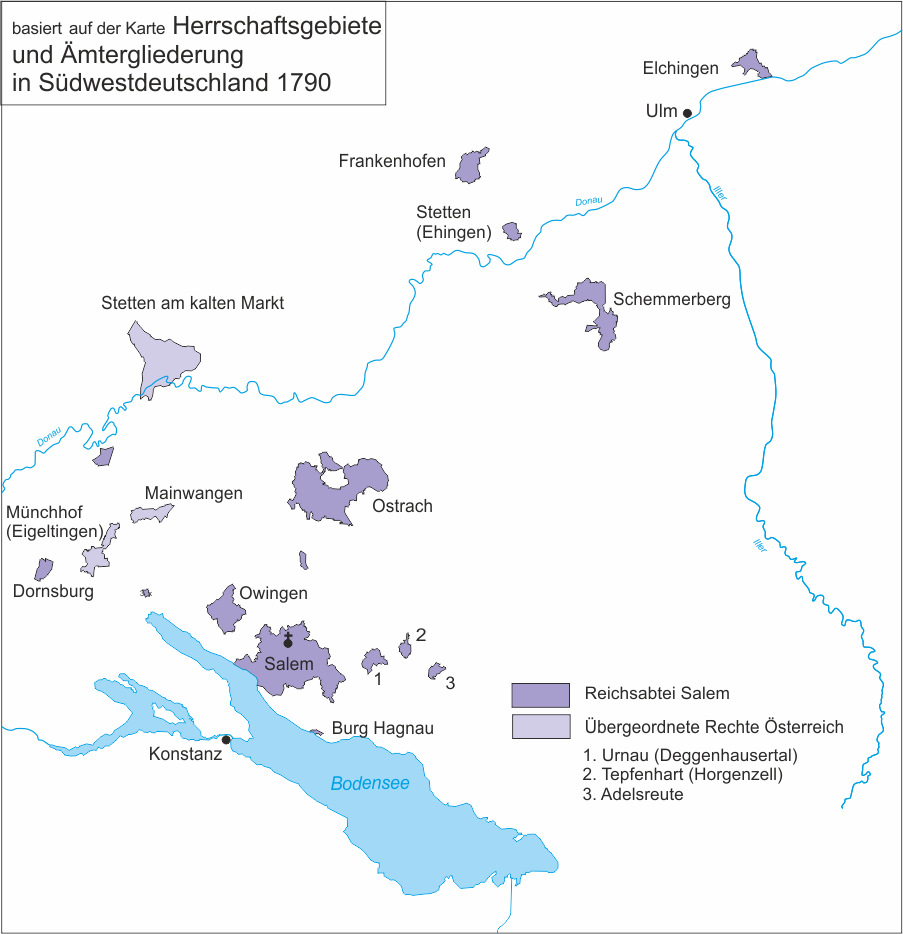
Territorium der Reichsabtei Salem

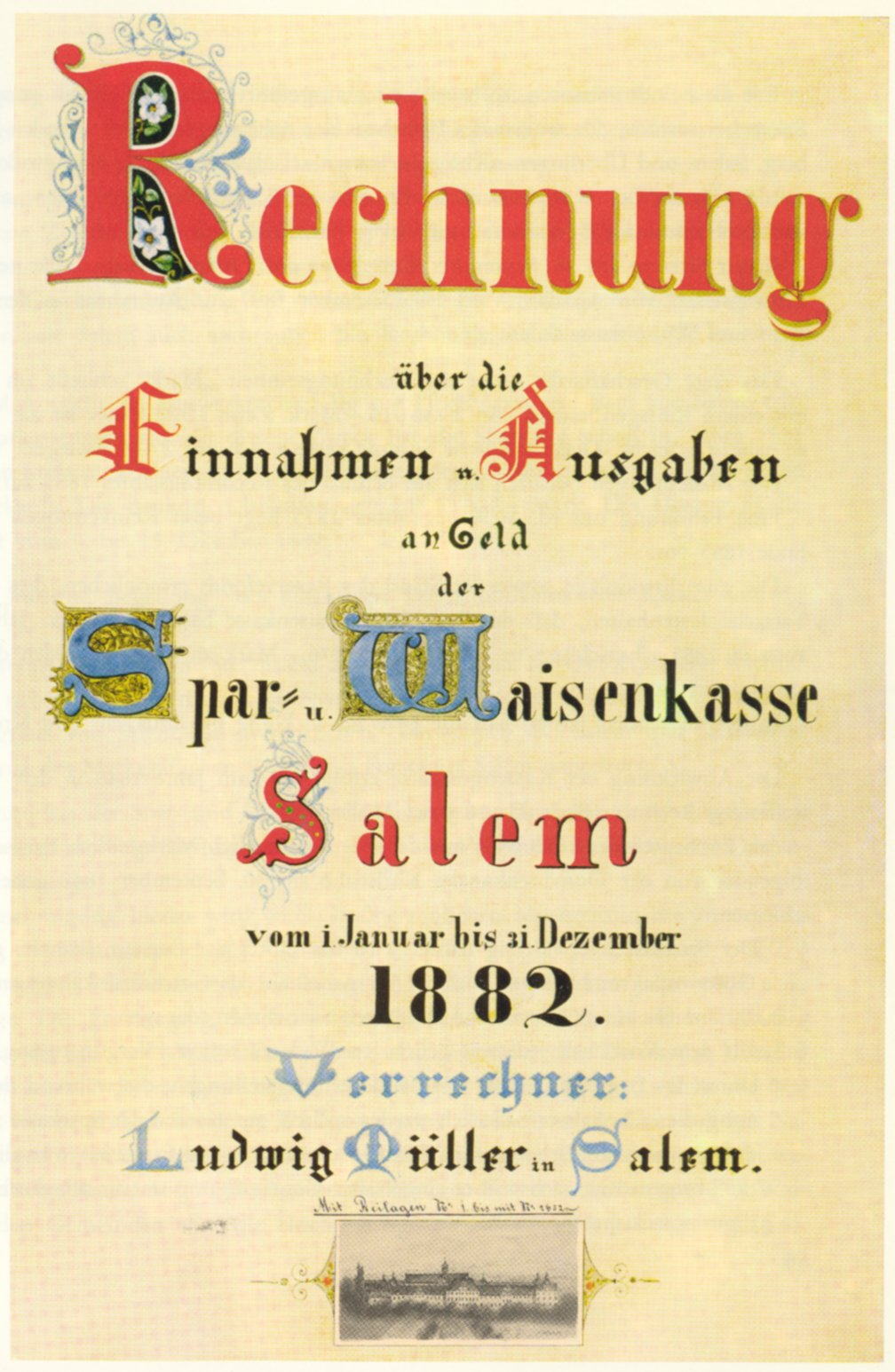
Rechnungsbuch der Spar- und Waisenkasse Salem von 1882

Was die Salemer Äbte an politischer Macht nicht erreichen konnten, machten sie als Mäzene wieder wett. Im Zuge der Gegenreformation hatte die Katholische Kirche im 17. Jahrhundert begonnen, in Sakralbauten überwältigende Bilderwelten zu entfalten, um ihre Macht zu demonstrieren und mit großem Pathos die Gläubigen vom Glanz Gottes zu überzeugen. Den Zisterziensern lief solche Pracht eigentlich zuwider, widersprach sie doch den Regeln des Heiligen Bernhard, der über die vom Konvent benutzten Räume ein Bilderverbot verhängte. Jedoch machte schon Bernhard eine Ausnahme in seinen Regeln: Bescheidenheit galt nur für die Klostermitglieder, die von zu viel Bilderwerk von der rechten Andacht abgelenkt würden, während die Laien durch Prunk leichter vom Glauben zu überzeugen seien.
Mit dieser Rückendeckung und im Bewusstsein ihrer Repräsentationspflichten als Reichsabtei machten die kunstbeflissenen Äbte des 18. Jahrhunderts Salem zum Zentrum des Rokoko. Zahlreiche Maler, Bildhauer und Baumeister wurden nach Salem gerufen, um für die Ausschmückung der Klosterbauten und die weitere Entfaltung sichtbarer Schönheit zu sorgen. Mehrere Mitglieder der Wessobrunner Schule arbeiteten zeitweilig für Salem; die Bildhauerfamilie Feuchtmayer und ihre Mitarbeiter lebten vor Ort und standen über Generationen im Dienst des Klosters.
Das größte Bauprojekt der Jahrhundertmitte war die Wallfahrtskirche Birnau, die der Vorarlberger Baumeister Peter Thumb von 1746 bis 1750 weithin sichtbar auf einem Hügelvorsprung am Bodensee errichtete. Als reine Laienkirche waren ihre Fresken und ihre Raumaufteilung ganz auf theatralische Wirkung ausgelegt. Im gleichen Geist entstand auch der riesige Glockenturm auf dem Münster, den Johann Caspar Bagnato, Baumeister des Deutschordens von 1753 bis 1757 plante und ausführte. Von außen zog er vor allem bewundernde Blicke an, während er innerhalb des Klosters heftig umstritten war und Abt Anselm sogar eine Untersuchung wegen Verschwendungssucht einbrachte. Anselm förderte jedoch nicht nur die Künstler des Rokoko, sondern lernte bei einem Aufenthalt in Paris auch den französischen Frühklassizismus zu schätzen; die von ihm in Auftrag gegebene klassizistische Ausstattung des Münsters gilt als einzigartig in der süddeutschen Sakralkunst.

#### Gründung der Waisenkasse
Soziale Fürsorge war zu jeder Zeit eine Hauptaufgabe des Klosters. Neben Krankenpflege und Unterstützung der Armen gehörte hierzu auch die Versorgung von Waisen. Da deren Vermögen gewöhnlich den Stiefeltern oder „Waisen-Vögten“ zur freien, oft missbräuchlichen Verfügung stand, gründete Abt Anselm II. 1749 die „Ordentliche Waisenkassa“ zur zinstragenden Verwaltung dieser Gelder. 1775 ist sie erstmals urkundlich dokumentiert.
Die Salemer Waisenkasse gilt als erste Sparkasse Deutschlands, weil sie kein privates Kreditinstitut für Kaufleute war, sondern von der „öffentlichen Hand“ betrieben wurde und das Geld von Kleinsparern verwaltete. Nach ihrem Vorbild wurden die Waisenkassen in Bonndorf im Schwarzwald (1765) und Heiligenberg (1784) eröffnet. Aus der Salemer Waisenkasse ging 1806 die Großherzogliche Markgräflich Badische Waisenkasse hervor; die heutige Sparkasse Salem-Heiligenberg beruft sich auf diese Tradition und konnte somit im Jahr 1999 ihr 250-jähriges Bestehen feiern.

#### Territorium der Reichsabtei
Seit der Frühen Neuzeit war die Abtei Salem auf der Schwäbischen Prälatenbank des Reichstages mit einer Kuriatstimme vertreten. Spätestens
seit 1637 besaß die Abtei die volle Landeshoheit im Kerngebiet ihrer Herrschaft:
Im Einzelnen gehörten zum Territorium des „Abteistaates“: die Oberämter Salmannsweiler, Elchingen, Ostrach und Schemmerberg sowie die Obervogteiämter Münchhöf (Münchhof) und Stetten am kalten Markt, sodann das Pflegeamt Ehingen und die Pflegen Frauenberg, Konstanz, Meßkirch, Pfullendorf und Überlingen sowie die Propstei Birnau.

### Von 1800 bis zur Gegenwart

#### Säkularisation

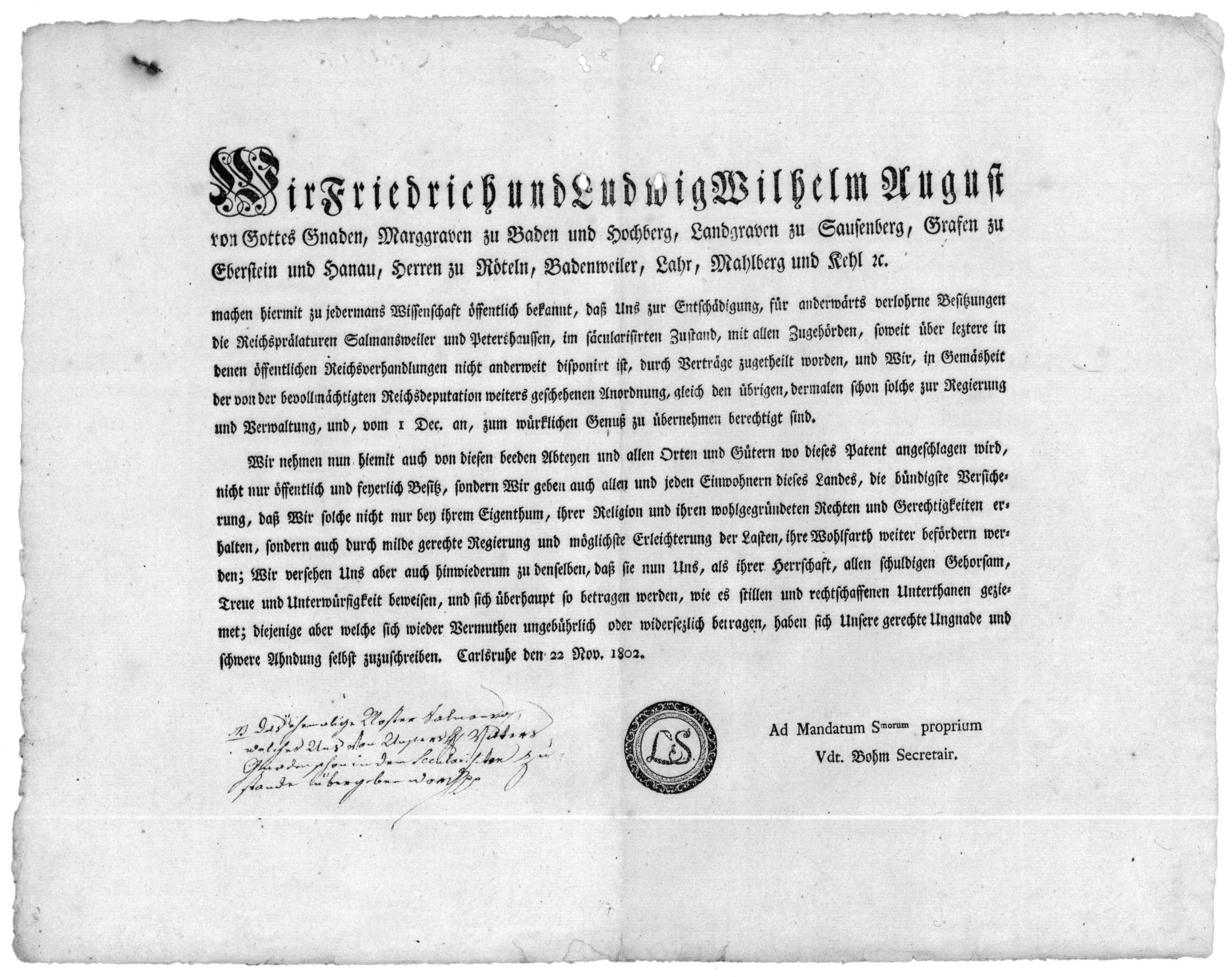
Urkunde der Inbesitznahme der Klöster Salem und Petershausen durch die Söhne des Markgrafen von Baden (1802)

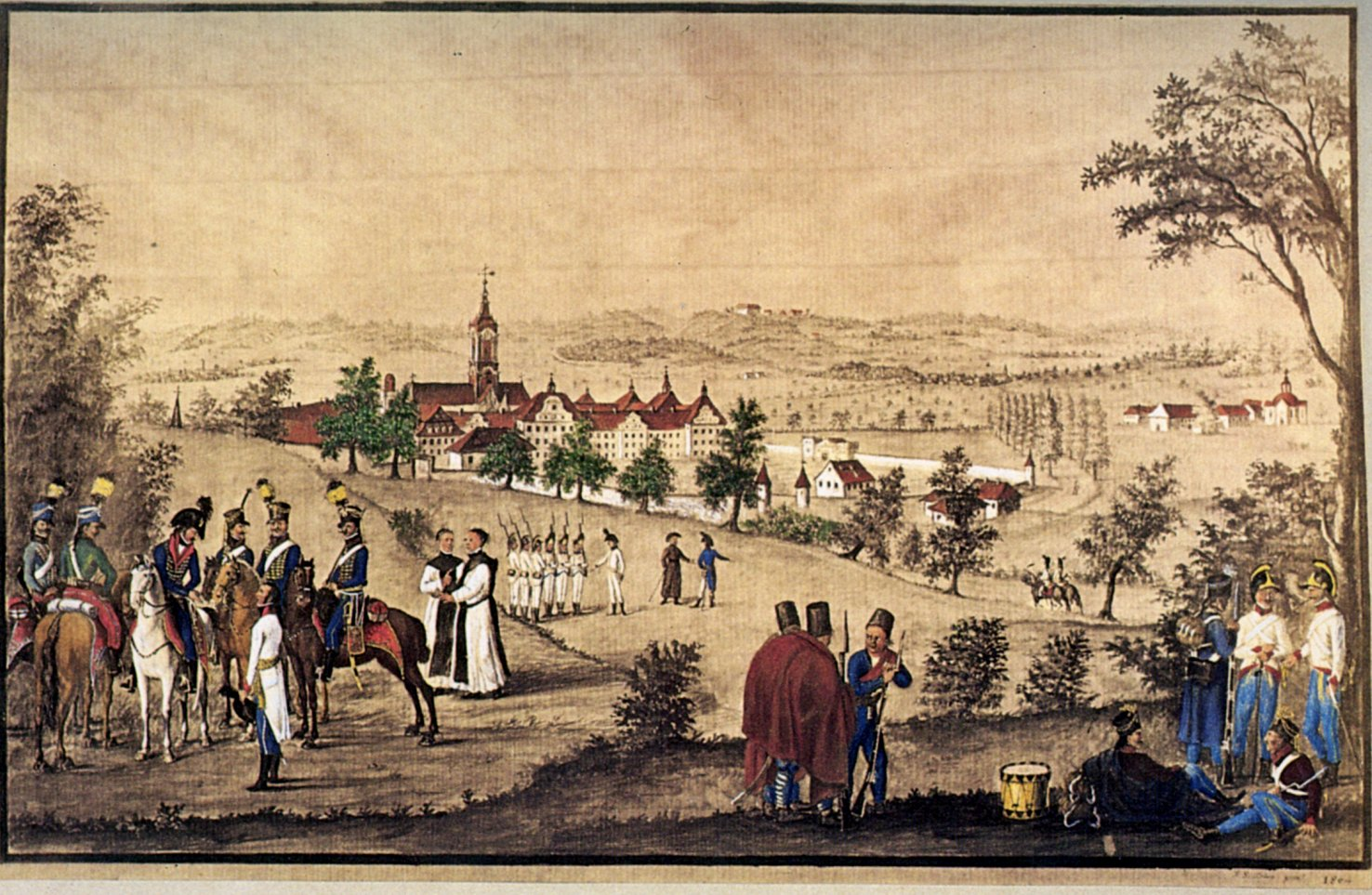
Salem zur Zeit der Säkularisation: Österreichisches Militär lagert vor dem Kloster (Johann Sebastian Dirr, 1804, Farbgebung rekonstruiert)

Das Konstanzer Bistum wurde am Ende des 18. Jahrhunderts von dem Josephinisten Ignaz Heinrich von Wessenberg verwaltet. Die aufklärerische Stimmung im Bischofssitz richtete sich vor allem gegen die umliegenden Abteien, konnte gegen Salem jedoch wenig ausrichten. Die französischen Primarabteien der Zisterzienser wurden im Zuge der Französischen Revolution 1792 aufgelöst, womit die deutschen Zisterzen auf sich allein gestellt waren. Die französischen Truppen, die im Zuge der Ersten Koalitionskrieges 1795 ins Bodenseegebiet einmarschierten, trugen die antiklerikale Stimmung ins Land und zwangen den Konvent mehrfach, in die Schweizer Klöster Wettingen und St. Gallen zu fliehen. Sowohl die französischen Soldaten wie die russischen Truppen, die 1799 einmarschierten, ließen sich von Salem Schutzgelder ausbezahlen.
So war der Konvent bereits von der Ordensstruktur isoliert und durch Kriegswirren verunsichert, als am 24. August 1802 die außerordentliche Reichsdeputation zusammentrat, um die Auflösung der geistlichen Reichsstände zu beschließen. Die Besitztümer der Klöster sollten säkularisiert werden, um die deutschen Fürstentümer für den Verlust ihrer Besitztümer in den Koalitionskriegen zu entschädigen. Viele Regenten ließen die Klöster auf ihren Territorien noch im Herbst desselben Jahres beschlagnahmen, so auch Markgraf Karl Friedrich von Baden, der das Kloster Salem am 1. Oktober provisorisch und am 4. Dezember 1802 offiziell für die Markgrafschaft Baden in Besitz nahm. Der Reichsdeputationshauptschluss vom 25. Februar 1803 ratifizierte den Beschluss und besiegelte so auch das Schicksal von Salem. Das Territorium der Abtei wurde jedoch nicht einfach Teil der Markgrafschaft Baden, sondern ging größtenteils in einer neuen „Reichsgrafschaft Salem“ in badischer Hand auf. Diese Grafschaft übertrug Karl Friedrich, der nun zum Kurfürsten von Baden aufgestiegen war, seinen Söhnen Ludwig und Friedrich. Beide wünschten sich zunächst aus sentimentalen Gründen einen Fortbestand des Konvents; als dies nicht machbar erschien, beschlossen sie wenig später, ihn doch vollständig zu zerschlagen.
Am 23. November 1804 wurde Kloster Salem geschlossen. Die meisten der 61 geistlichen Konventsmitglieder verließen das Kloster; viele ließen sich als Geistliche in umliegenden Ortschaften nieder. Im Unterschied zu anderen Säkularisationen wurde Salem jedoch nicht gewaltsam zerschlagen. Die Aufhebung wurde vielmehr vertraglich geregelt, und die Patres wurden mit Pensionen entschädigt.
Die Klosterbibliothek wurde größtenteils von der Universitätsbibliothek Heidelberg angekauft, wogegen die Münzsammlung und viele Kunstgegenstände bis heute verschollen sind. Die zwischen 1766 und 1768 von Karl Joseph Riepp gebaute Orgel des Salemer Münsters konnte in die Schweiz nach Winterthur an die dortige Stadtkirche, eine weitere Orgel nach Konstanz verkauft werden. Fünf Glocken gingen nach Herisau, nach Straubenzell, einem eingemeindeten Teil von St. Gallen, und nach Wollerau in der Schweiz. Herisau kaufte von Salem die große, 1756 von Franz Anton Grieshaber gegossene mit Verzierungen von Joseph Anton Feuchtmayer versehene Glocke. Sie wurde am 3. November 1807 im Turm der evangelisch-reformierten Kirche von Herisau aufgehängt. Viele weitere Kirchenschätze und Liegenschaften wurden ebenfalls veräußert, um die drückenden Kriegslasten zu tilgen.
Zum Zeitpunkt der Aufhebung hatte Salem enorme jährliche Einkünfte und besaß Vermögenswerte von rund drei Millionen Gulden, darunter 330 Quadratkilometer Land mit etwa 6000 Einwohnern. Dazu gehörten unter anderem die Oberämter Salem, Ostrach und Schemmerberg, die Obervogteiämter Stetten am kalten Markt und die Münchhöfe sowie die Pflegämter Ehingen und Unterelchingen.

#### Salem im Besitz des Hauses Baden

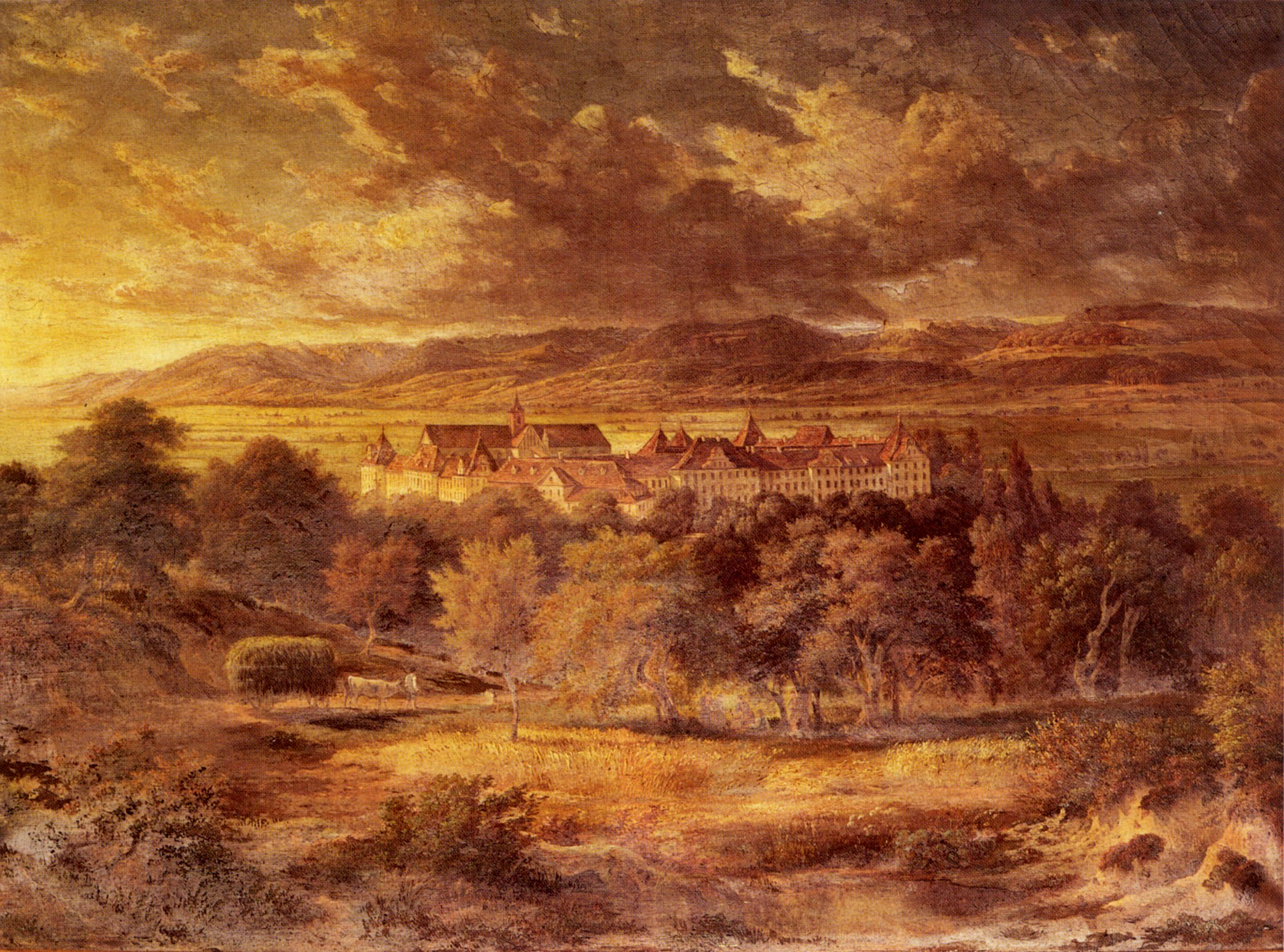
Salem im frühen 19. Jahrhundert. Romantisches Landschaftsbild von Carl Ludwig Frommel

Gelegentlich diente das nunmehr „Schloss Salem“ genannte Haus als Sommersitz der großherzoglichen Familie. Die kurzlebige Reichsgrafschaft Salem wandelte sich mit dem Ende des Reiches 1806 zu einer Grafschaft, die den Status einer Standesherrschaft im Großherzogtum Baden hatte. Sie gehörte zum sogenannten „Bodenseefideikommiss“, einem Vermögensstock, der zur Versorgung der jüngeren Söhnen des Hauses Baden diente. Mit dem Tod seines Bruders Friedrich übernahm Markgraf Ludwig die alleinige Herrschaft und behielt sie auch, als er 1818 zum Großherzog aufstieg. Nachdem 1830 Leopold Großherzog von Baden wurde, fiel die Standesherrschaft Salem an seine jüngeren Brüder Wilhelm und Maximilian, die aber nicht mehr den Titel „Graf von Salem“ führten. Nach dem Tod Wilhelms 1859 ging der Bodenseefideikommiss an die Brüder des Großherzogs Ludwig II. über. Da der ältere von ihnen schon 1856 wegen der Regierungsunfähigkeit Ludwigs II. dessen Nachfolge als Großherzog Friedrich I. antrat, verblieb Salem dem jüngeren, Prinz Wilhelm. Sein Sohn war Max von Baden, als letzter Reichskanzler des Deutschen Reiches bekannt. Da der letzte Großherzog Friedrich II. ohne männlichen Erben geblieben war, adoptierte er Max von Badens Sohn Berthold, womit das nur in männlicher Linie vererbbare Hausvermögen des Hauses vor dem Übergang an die Republik Baden bewahrt wurde. Mit dem Tod Friedrichs II. 1928 folgte Berthold ihm als Chef des Hauses Baden nach, wodurch Salem zum Sitz der Hauptlinie der Familie von Baden wurde.

#### Internat
Nach dem Ende des Ersten Weltkriegs und des Großherzogtums Baden verblieb Schloss Salem als Privatbesitz bei der Familie von Baden. 1919 richtete der entmachtete Reichskanzler Max von Baden im Schloss seinen ständigen Wohnsitz ein. Das Schloss diente nun den Nachkommen der Großherzöge von Baden als „Exilwohnung“ im ehemals eigenen Land. Auch heute wird ein Teil des ehemaligen Abteigebäudes als Wohnraum genutzt.
Max von Baden lud 1920 den Pädagogen Kurt Hahn ein, im Klostergebäude eine Reformschule zu eröffnen. Seine eigenen Kinder sollten dort ungefährdet zur Schule gehen können; darüber hinaus sah sich der Prinz als Förderer der Reformpädagogik. Das Internat Schule Schloss Salem zählt heute zu den renommiertesten Privatschulen Deutschlands und hat nach wie vor im Westteil des Schlosses seinen Hauptsitz. Im Schloss selbst werden allerdings nur noch die Schüler der Mittelstufe unterrichtet.

#### Verkauf
Im Jahr 2006 versuchte das Haus Baden, das Land Baden-Württemberg für eine Stiftung zu gewinnen, die den Erhalt der Anlage sichern sollte. Die Finanzierung dieser Stiftung mit einem Gesamtbetrag von 40 Millionen Euro sollte durch den Verkauf von Kulturgütern geschehen. 30 Millionen Euro sollten zur Schuldentilgung des Hauses Baden verwendet werden. Das Vorhaben scheiterte jedoch an öffentlichen Protesten (siehe dazu Handschriftenverkäufe der Badischen Landesbibliothek). In diesem Zusammenhang entstand nachträglich eine Diskussion um die tatsächlichen Besitzverhältnisse der markgräflichen Sammlungen, die seit 1957 offiziell nicht mehr vom Haus Baden, sondern von der Zähringer Stiftung verwaltet wurden. Der Wert der Sammlungen wird auf rund 300 Millionen Euro geschätzt.
Im Oktober 2007 kündigte Bernhard Prinz von Baden an, Schloss Salem verkaufen zu wollen, um Familienschulden von 30 Millionen Euro zu begleichen. Am 3. November 2008 einigte er sich mit Ministerpräsident Günther Oettinger, dass das Land Baden-Württemberg das Schloss Salem und die dazugehörige Kunstsammlung für 57 Millionen Euro übernehmen werde. Davon entfallen 25 Millionen Euro auf Schloss Salem und 17 Millionen auf Kunstschätze des Hauses Baden. Weitere 15 Millionen Euro will das Land bezahlen, damit die Adelsfamilie auf ihre Besitzansprüche auf die umstrittene Zähringer Stiftung verzichtet. Am 6. April 2009 wurde der Verkauf besiegelt. Teile des Schlosses werden weiterhin durch das Haus Baden genutzt und diese Teile gehören auch weiterhin der Adelsfamilie.

## Architektur und Umgebung
Die Salemer Klosteranlage, seit 1802 Schloss der Markgrafen von Baden, liegt am Hang eines Hügels in der Endmoränenlandschaft des Linzgau im südlichen Baden-Württemberg, sechs Kilometer vom Ufer des Bodensees entfernt. Die nächsten Nachbarstädte sind im Westen die einstige freie Reichsstadt Überlingen und im Süden Meersburg, ehemals Residenz der Fürstbischöfe von Konstanz. Im Nordosten Salems liegt Heiligenberg, heute eine Kleinstadt, zu Zeiten des Römisch-deutschen Reiches jedoch eine Residenz des Fürstenhauses Fürstenberg und ein streitbarer Nachbar des Klosters. Mit diesen drei Nachbarn konkurrierte das Kloster nicht nur in politischer und wirtschaftlicher, sondern auch in baulicher Hinsicht.
Bis heute ist das Salemer Umland agrarisch geprägt und wenig besiedelt, so dass sich von den Hügeln der Umgebung aus auch heute noch ein imposanter Gesamteindruck der ehemaligen Klosterbauten ergibt. Das von einer Mauer umzäunte Gelände erstreckt sich auf einer Fläche von annähernd 500 × 400 Metern, womit es zu den größten Klosteranlagen der Zisterzienser im deutschsprachigen Raum gehört. Im Zentrum des Geländes steht der mächtige barocke Komplex des Konvents- und Abteigebäudes mit dem Münster. Der nördlich davon gelegene Wirtschaftstrakt ist älteren Datums, aber dennoch ebenfalls von imposanter Größe. Weitere Wirtschaftsgebäude sind über das weitläufige Gelände mit seinen Gartenanlagen und Wiesenflächen verstreut.

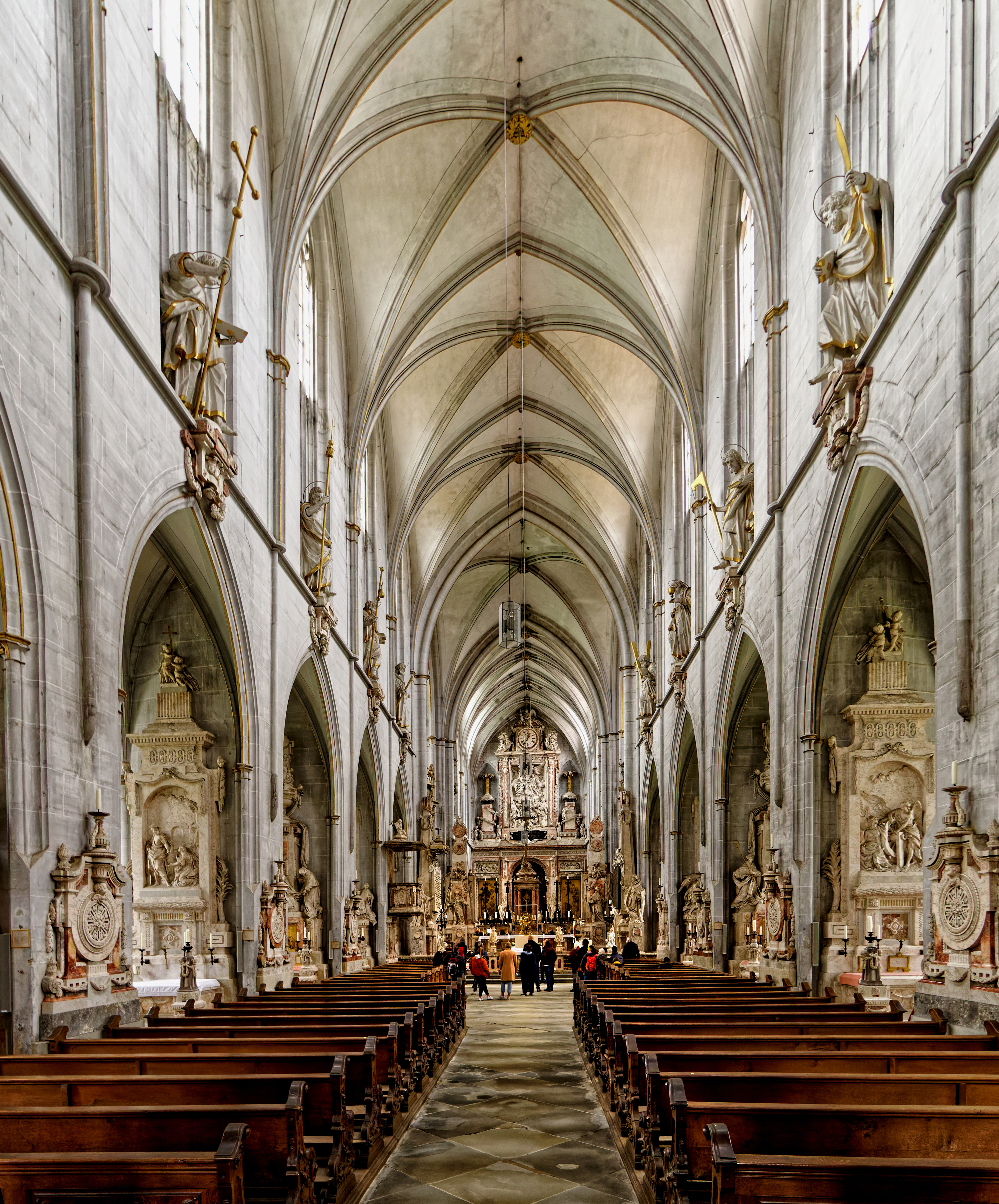
Blick in das Salemer Münster.

### Münster
Siehe hierzu auch den ausführlichen Artikel Salemer Münster.

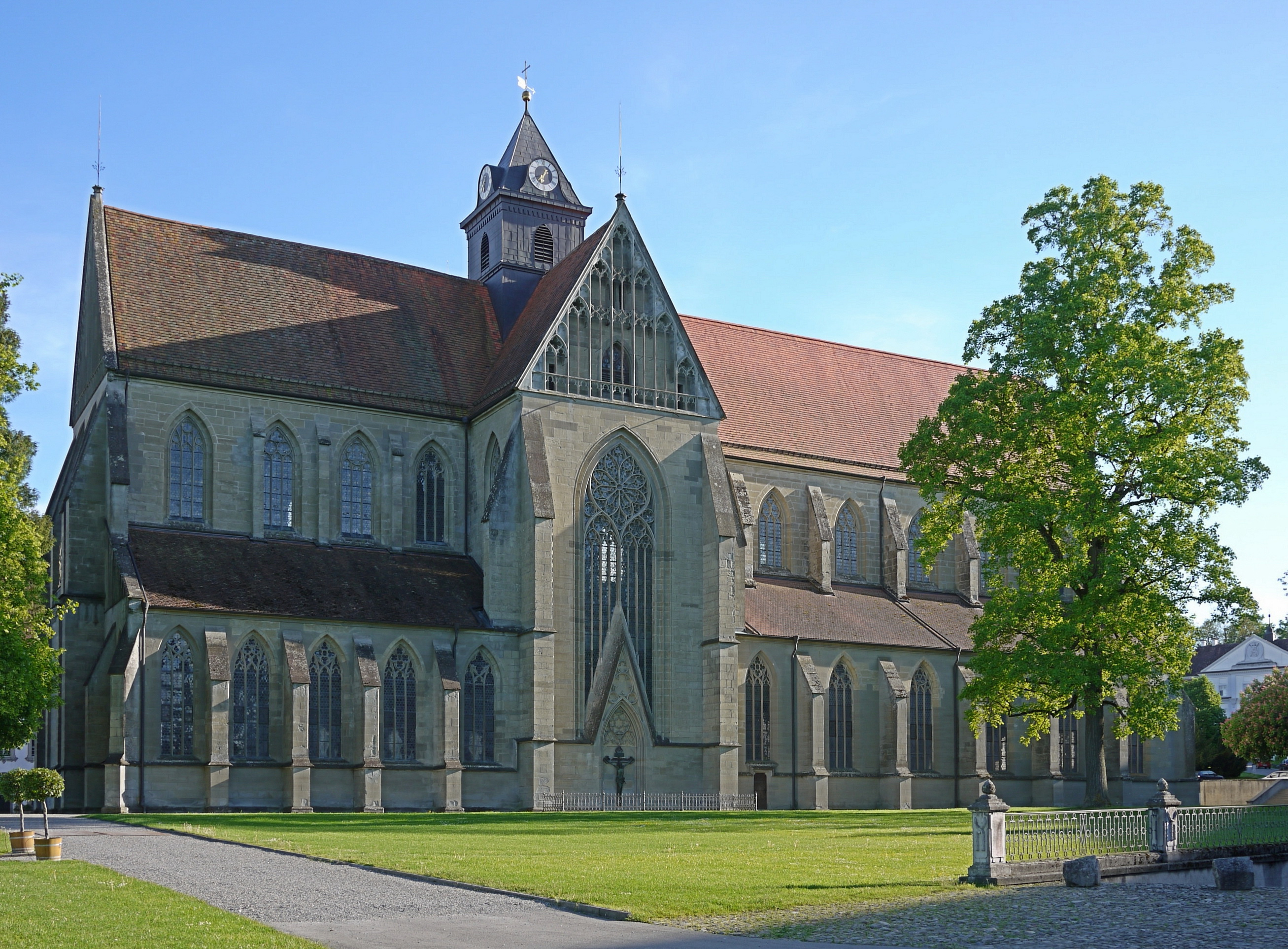
Salemer Münster, Nordfassade

Salems erste Klosterkirche, um 1150 begonnen und 1179 geweiht, war wahrscheinlich eine dreischiffige Basilika mit Querschiff, das in sechs Kapellen aufgeteilt war. Weil sie für den gewachsenen Konvent zu klein wurde, wurde sie etwa hundert Jahre nach ihrer Vollendung abgerissen, um einem großzügigeren Neubau zu weichen.

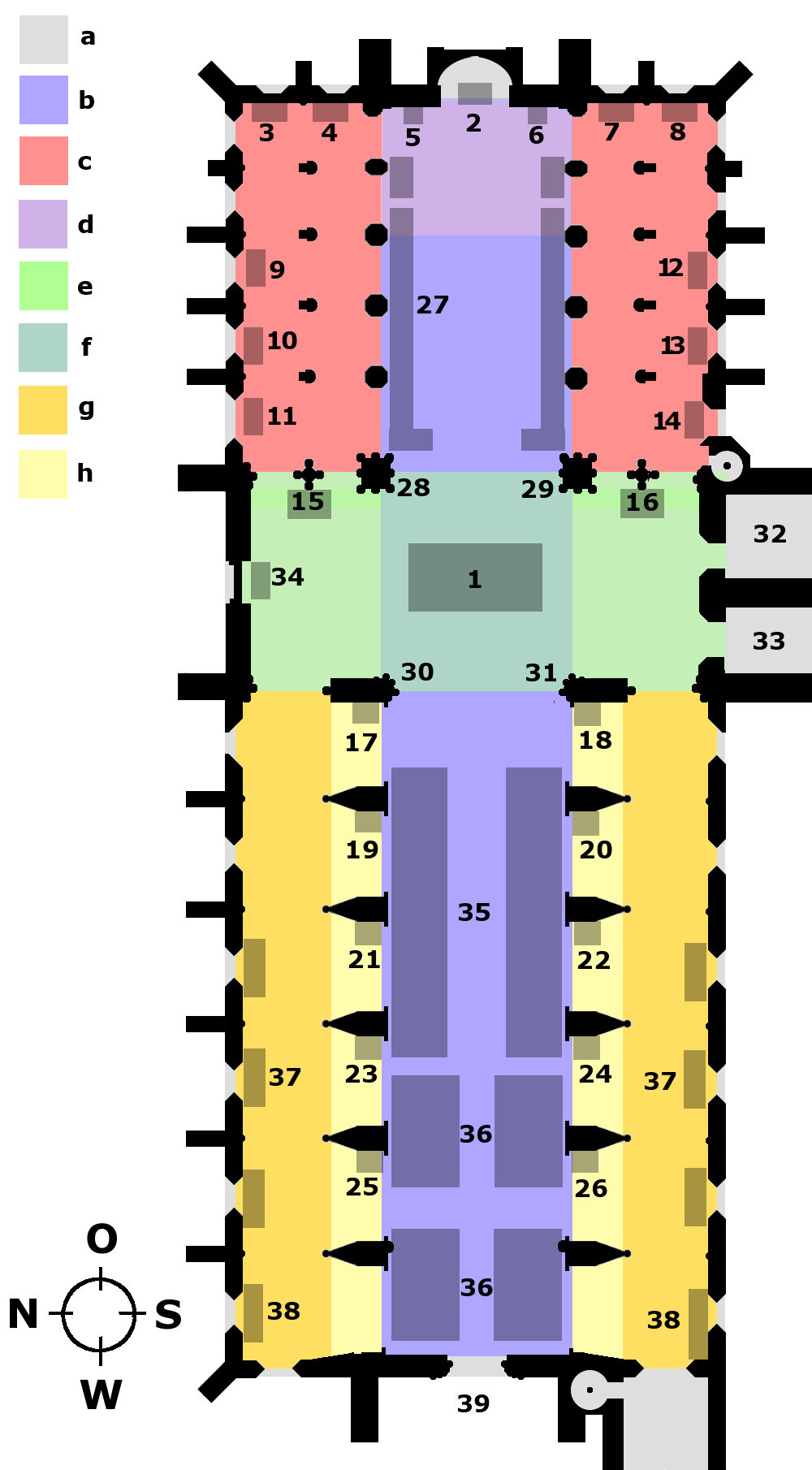
Grundriss des Münsters

Die zweite Klosterkirche, das hochgotische Münster, ist als Baukörper in das Klostergeviert integriert. Die strengen, hoch aufragenden Formen der Kirche kontrastieren mit dessen ausladendem barockem Baustil. Neuesten Bauuntersuchungen zufolge wurde der Bau um 1285 begonnen und um 1425 abgeschlossen. Der Baukörper entspricht bis auf einige Details an der Fassade noch der ursprünglichen Form.
Es handelt sich um eine dreischiffige Basilika mit nicht vorspringendem Querhaus und Umgangschor auf einer rechteckigen Grundfläche von 67 × 28 m. Auffallend sind die monumentalen Harfengiebel (Wimperge) an den Frontseiten des Langhauses und des Querschiffes; zusammen mit den Lanzettfenstern und dem formenreichen, komplexen Maßwerk verleihen sie dem Bau eine gewisse Filigranität.
Der Innenraum wurde nach 1750 architektonisch vereinfacht, indem man die Binnengliederung des Chorraums teilweise entfernte und dadurch das Chormittelschiff verlängerte. Der zwischen 1720 und 1765 im Stil des Rokoko ausgestattete Innenraum wurde von 1769 bis 1783 nach klassizistischem Stilempfinden umgestaltet. Zur Ausstattung gehört ein klassizistisches Chorgestühl aus der Werkstatt von Josef Anton Feuchtmayer, frühbarocke Holzskulpturen der zwölf Apostel und ein spätgotisches Sakramentshaus.
Bis auf eben dieses Sakramentshaus von 1494 hat sich im Kloster selbst nahezu nichts von der spätmittelalterlichen, durch neue Gestaltungsvorhaben überflüssig gewordenen Ausstattung erhalten. Die vermutlich aus Salem stammenden Stücke verteilen sich heute über verschiedene Sammlungen wie die Gemäldegalerie Berlin, die Skulpturensammlung Berlin, die Staatliche Kunsthalle Karlsruhe, die Staatsgalerie Stuttgart und dem Louvre. In einer Zweigstelle des Badischen Landesmuseums im Salemer Prälaturgebäude werden Fragmente und Kunstgegenstände des Klosters verschiedener Epochen ausgestellt.
Von etwa 1756–1807 trug das Münsterdach einen hohen Glockenturm aus Holz, der das Münster um über 50 Meter überragte. Weil er baufällig war, musste er abgerissen und wieder durch einen niedrigen Dachreiter ersetzt werden. Der Turm verdankte sich der Repräsentationslust Abt Anselms II. und sorgte innerhalb des Klosters für heftige Kritik.
Seit der Säkularisation dient das Münster als Pfarrkirche der örtlichen katholischen Kirchengemeinde. Heute ist es auch für Touristen gegen Gebühr zugänglich.

### Klostergebäude: Vorgängerbauten

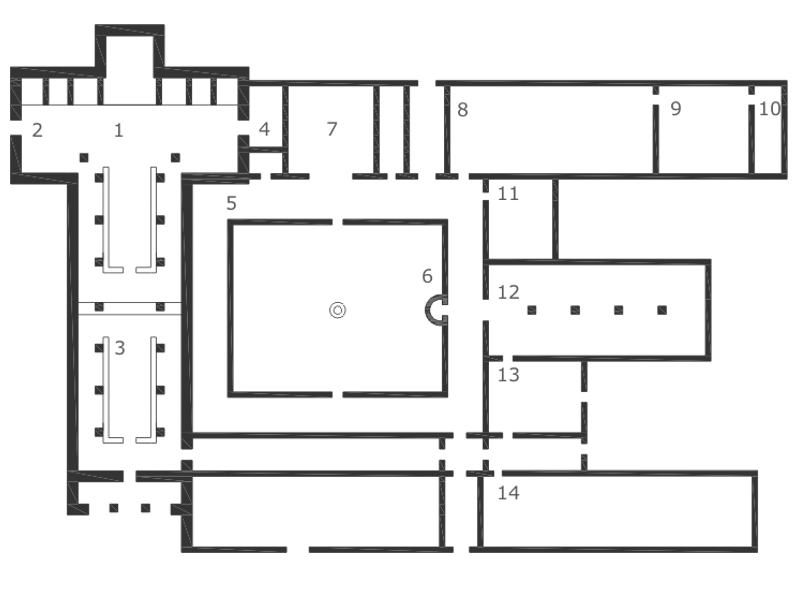
Zisterziensischer Idealplan, wie er auch in Salem existiert haben könnte

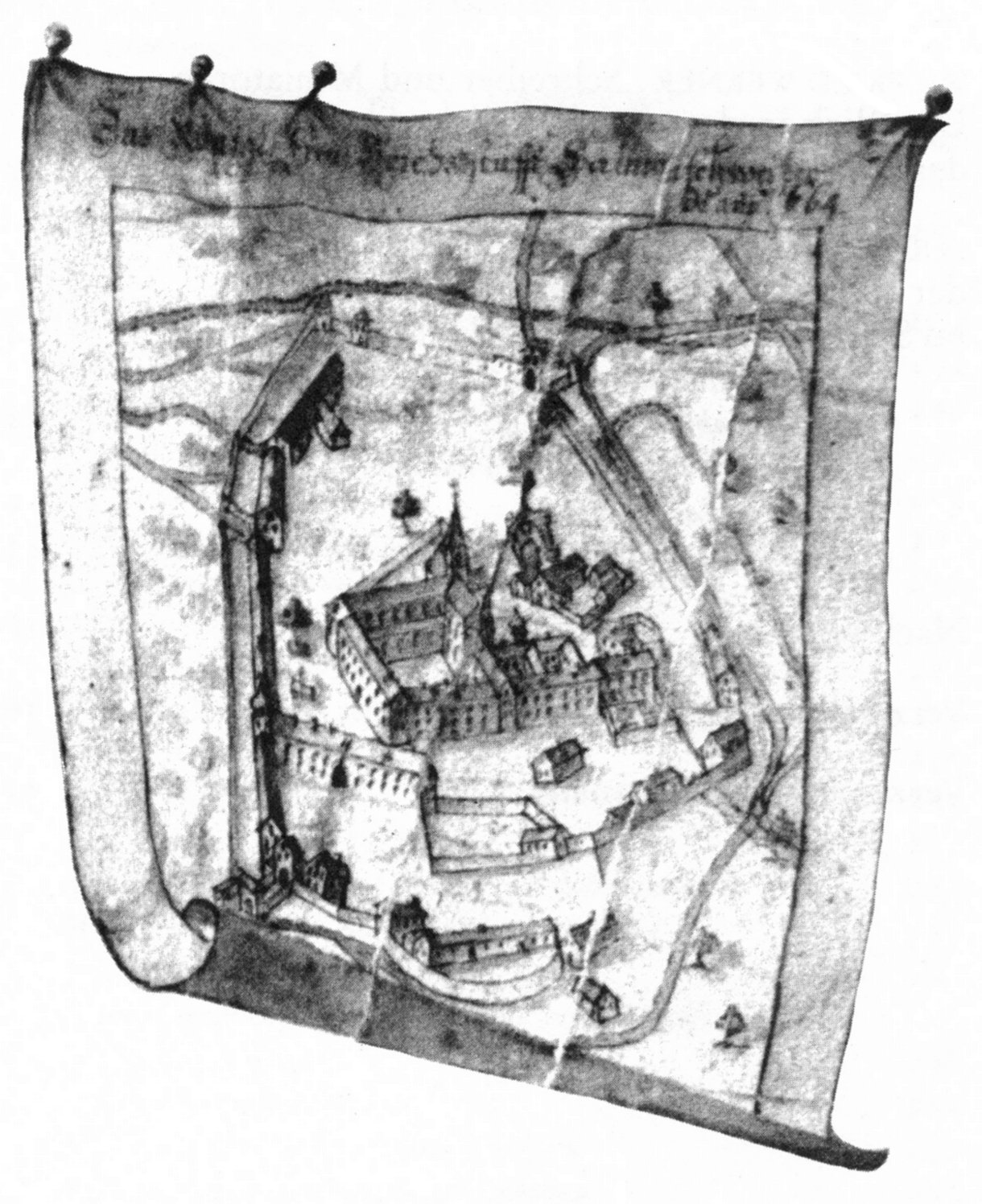
Salem mit der neu errichteten Klosteranlage um 1665. Die Zeichnung dokumentiert nur grob den damaligen Baubestand.

Erste Anlage: Die ersten Klosterbauten wurden nach 1137 errichtet. Mit großer Wahrscheinlichkeit folgten sie dem Idealplan, den Bernhard von Clairvaux von 1133 bis 1145 in Clairvaux baulich umsetzen ließ und der in der Folge für die Zisterzienserklöster des Mittelalters verbindlich wurde. Er sieht ein rechteckiges Gebäudegeviert vor, das das Kloster symbolisch als gegen die Welt abgeschlossenen Ort kennzeichnet. Eine Seite des Gevierts wird von der Kirche eingenommen, die als dreischiffige Basilika mit kreuzförmigem Grundriss angelegt sein sollte. Die Kirche war vom Klausurgebäude wie vom Kreuzgang des Innenhofs aus durch Türen zugänglich. Östlich an das Klausurgeviert schlossen sich das Abteigebäude und das Krankenhaus an.
Die gesamte Anlage war von einer Wehrmauer und teilweise von einem Wassergraben umschlossen, die Abt Ulrich II. von Seelfingen (1282–1311) anlegen ließ. Dieser Etter sollte nicht nur Plünderer abhalten, sondern auch die Eigenständigkeit des Rechtsprechungs-Bezirks bekräftigen. Des Weiteren ließ Ulrich Nutzbauten und Wohnhäuser für die Handwerker errichten sowie die Bibliothek und die Kunstsammlung erweitern. Nordwestlich der Anlage entstand wohl Ende des 13. Jahrhunderts eine Pfarrkirche, die mit dem Doppelpatrozinium der  Heiligen Leonhard von Limoges und Bernhard von Clairvaux versehen wurde. Eine Anzahl von Gebäuden wurde im Laufe des 13. bis 16. Jahrhunderts renoviert oder abgerissen und neu errichtet. Besonders für die Jahrzehnte von 1470 bis 1530, als die Abtei den Zenit ihrer reichspolitischen Bedeutung erreicht hatte, ist eine rege Bautätigkeit dokumentiert, bei der nach und nach fast alle vom Konvent benutzten Bauten neu errichtet wurden. Von sämtlichen Bauwerken dieser Zeit sind allerdings bis auf das Münster keine sichtbaren Reste erhalten.
Zweite Anlage: Von 1615 bis 1630 ließ Abt Thomas Wunn die kompletten Konvents- und Abteibauten und einige Wirtschaftsgebäude durch den Baumeister Balthasar Seuff aus Kempten neu errichten. Teile des Gebäudes wurden auch von Salemer Werkmeistern geplant und ausgeführt. Im Gesamtbild erschien der Komplex wesentlich geschlossener als das nach fast fünf Jahrhunderten der Ergänzungen und Umbauten vermutlich recht heterogene Ensemble der Vorgängerbauten. Detaillierte Ansichten und Pläne dieser Gebäude sind nicht überliefert; die Anordnung der Räume lässt sich aber aus den erhaltenen Dokumenten weitgehend rekonstruieren.
Das Gebäude besaß drei Höfe, deren größten, den quadratischen Innenhof des Konventsbaus, ein vollständig verglaster Kreuzgang umringte. Das große Geviert mit einer Grundfläche von 78 × 78 m beherbergte die Wohnräume der Mönche, im Ostflügel die Sakristei, die Reliquienkammer, den Kapitelsaal und eine Wärmestube, im Süden die Küche und den Speisesaal (Refektorium); im Westflügel das Sommerrefektorium und das Priorat. Den Nordflügel des dreistöckigen Gevierts bildete das Münster. Im Osten schlossen sich hufeisenförmig die Abteiräume, das Krankenhaus, die Novizenschule und die Haus- oder Krankenkapelle an. Im Obergeschoss über der Kapelle war die Bibliothek untergebracht. Die Fassaden waren in einheitlichem Weiß gehalten und mit großen Staffelgiebeln versehen.
Das ehrgeizige Projekt hatte wohl die feudalen Residenzbauten der oberschwäbischen Grafschaften zum Vorbild: Das Heiligenberger Schloss wurde 1559 errichtet; die Residenz in Meßkirch 1557, das Schloss der Fürsten zu Wolfegg zwischen 1578 und 1583. Die Seuff'sche Anlage wurde neben dem großen internationalen Modell des Escorial zum Vorbild für die barocken Klosterbauten Österreichs wie dem Stift Schlierbach (1672 neu errichtet) oder dem Kloster Lambach (1678–1702). Von dem Wunn'schen Bau ist lediglich ein Teil der Ökonomiegebäude, der Obere Langbau, erhalten, in dem sich heute das Küfereimuseum befindet; der Rest wurde beim Brand von 1697 zerstört oder kurz danach im Zuge des Neubaus abgetragen.

### Klostergebäude: Heutige Anlage

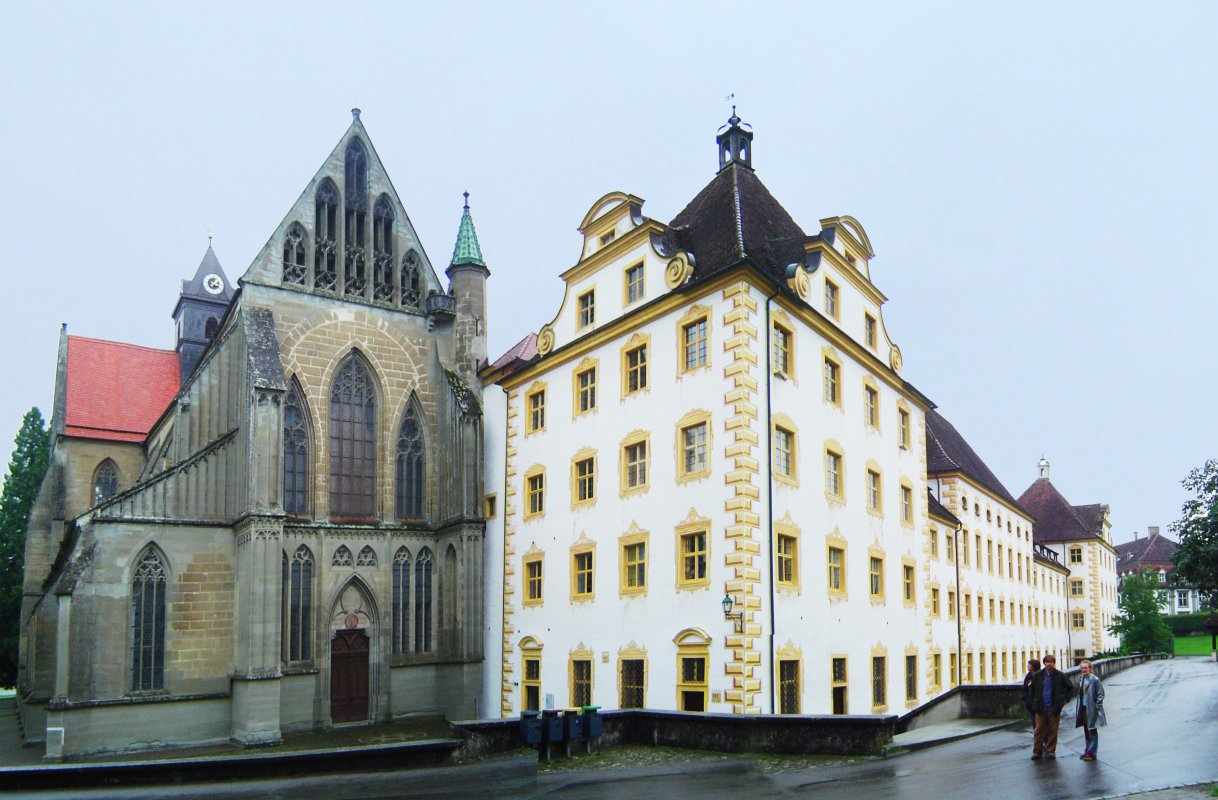
Münster und Konventsgebäude von Westen

Der barocke Komplex des heute bestehenden Abtei- und Konventsgebäudes zählt mit einer Grundfläche von 180 × 90 m zu den größten dieser Art im süddeutschen Raum. Der Bau wurde nach dem verheerenden Klosterbrand von 1697 von dem Vorarlberger Baumeister Franz Beer geplant und binnen eines Jahrzehnts errichtet.
Beer orientierte sich bei dem Neubau sowohl an den Seuff'schen Vorgängerbauten wie auch an den süddeutschen Barockschlössern. Vorbilder lassen sich auch unter den Illustrationen des spanischen Jesuiten Juan Bautista Villalpando (1552–1608) finden. Die Beersche Anlage wurde selbst richtungsweisend: 1702 übernahm das Kloster Einsiedeln einige Bauelemente des Salemer Entwurfs; Beer selbst errichtete für die Reichsabtei Kaisheim ab 1716 ein ähnliches Gebäude.
Der Komplex besteht aus zwei oblongen vierstöckigen Gevierten, die im Süden durch einen langen Querflügel, im Norden durch das Münster verbunden sind. Die spiegelsymmetrische Anlage ist durch vorspringende, um ein halbes Stockwerk erhöhte Eck- und Mittelrisalite gegliedert. Das westliche Geviert war das Konventsgebäude mit dem Kreuzgang und dem Konventsgarten der an der Nordseite durch das Münster abgeschlossen wird. Das östliche Geviert war das Abteigebäude mit dem so genannten Prälatenhof; der mittlere Hof wurde Novizengarten genannt.

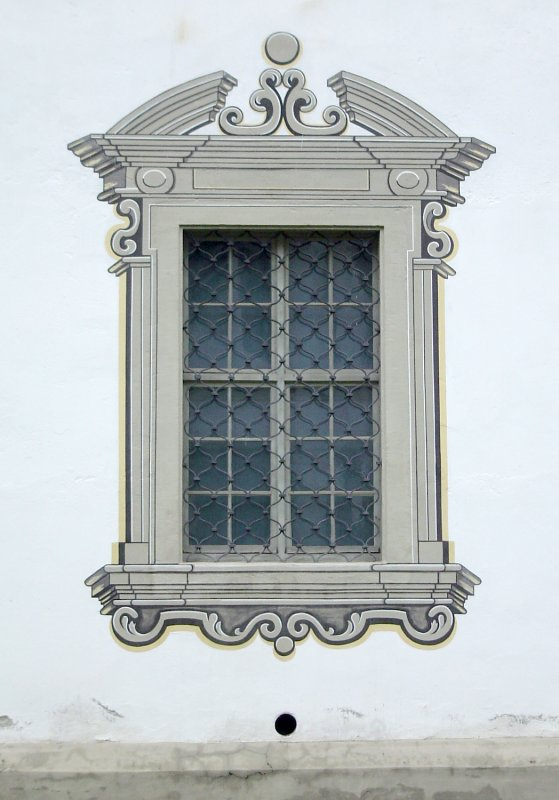
Trompe-l’œil-Fensterrahmen im Novizengarten

Die Außenfassaden und ihre mit Voluten geschmückten Scheingiebel wurden von Johann Georg Wieland am Ende des 18. Jahrhunderts in klassizistischem Stil mit ockergelbem Bossenwerk, gelben Fensterrahmen und Fensterläden dekoriert. In den Innenhöfen sind heute wieder die ursprünglichen barocken Trompe-l’œil-Zierrahmen zu sehen. An der Nordseite des Abteigebäudes ist die Anlehnung an höfische Architektur am deutlichsten sichtbar. Hier wurde mit dem großen Portal ein würdiger Rahmen für höfische Empfangszeremonielle geschaffen, wie ihn in dieser Weise keine andere schwäbische Abtei besaß.
Viele der Räumlichkeiten besitzen eine prachtvolle Ausstattung mit Stuck, Gemälden und Kunstgegenständen aus der Zeit des Barock, Rokoko und des Klassizismus. Die Stuckateure Michael Wiedemann, Johann Schmuzer und seine Söhne Franz und Joseph, die zur Wessobrunner Schule gezählt werden, fertigten von 1707 bis 1710 den Stuck unter anderem in der Sakristei, im Priorat, im Refektorium, in der Reliquienkammer und im Bernhardusgang. Ab 1706 war Franz Joseph Feuchtmayer in Salem tätig. Er stattete unter anderem den Kaisersaal sowie das Audienzzimmer des Abtes (heute Münzkabinett) mit Standbildern, Büsten und Reliefszenen aus. Mit Feuchtmayers Sohn Joseph Anton Feuchtmayer, der 1718 nach dem Tod des Vaters dessen Werkstatt übernahm, wurde Salem zum südwestdeutschen Zentrum des Rokoko. Weitere Dekorationen stammen von Feuchtmayers Teilhaber Johann Georg Dirr, dessen Bruder Franz Anton Dirr und seinem Schwiegersohn Johann Georg Wieland, die den Stilwechsel zum Klassizismus in Salem einführten.

#### Konventsgebäude

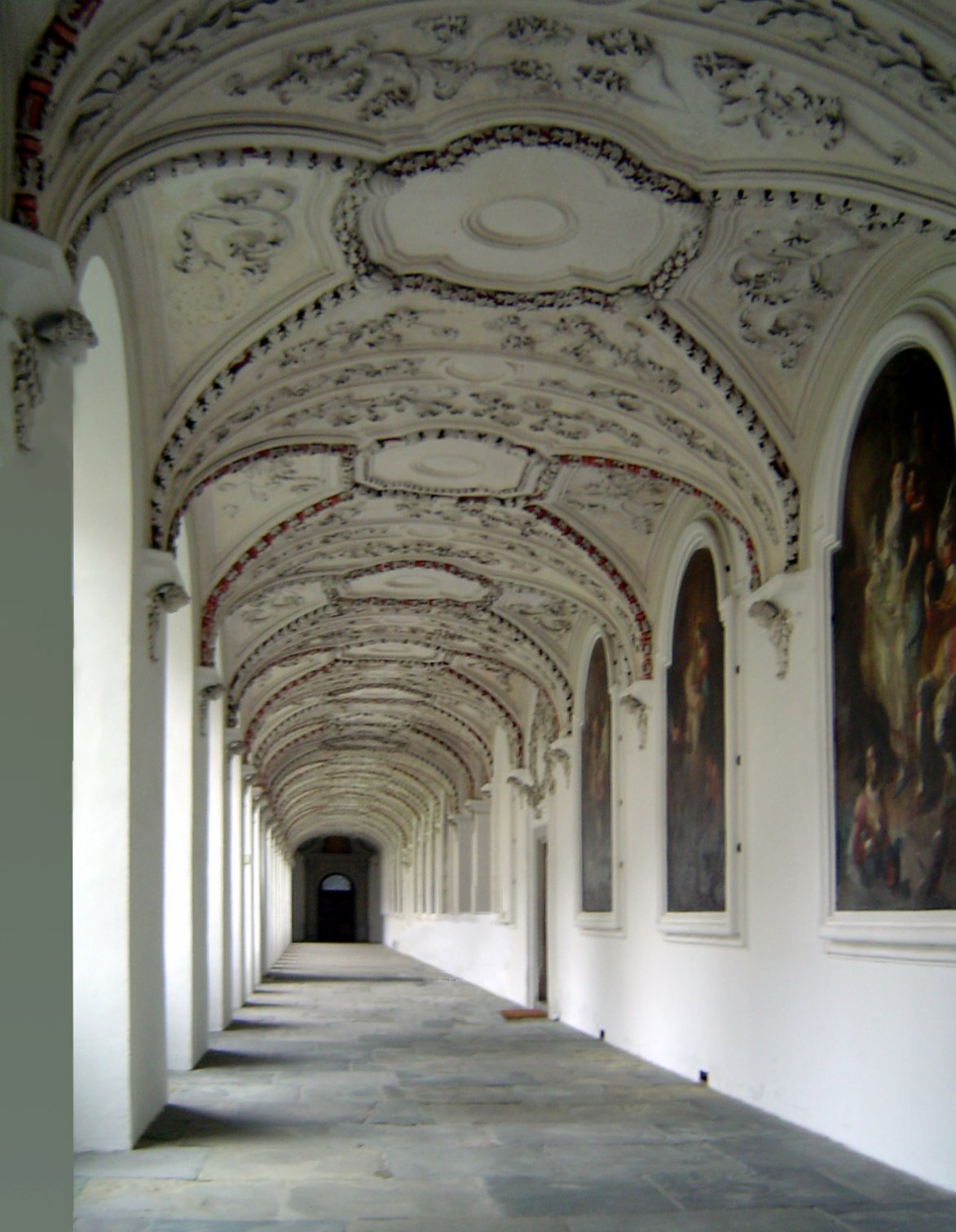
Bernhardusgang im Konventsgebäude

Das Konventsgebäude (westliches Geviert) beherbergte einst die Wohnräume der Patres, Laienbrüder und Novizen, die Diensträume des Priors und Subpriors, den Disputationssaal und den Kapitelsaal. Im südlichen Querflügel, der beide Gebäudeteile verbindet, befand sich das Refektorium, die Küchen, die Buchbinder- und Schneiderwerkstatt. Die meisten Räume werden heute von der Schule Schloss Salem genutzt und sind der Öffentlichkeit nicht zugänglich.
Eine künstlerische Meisterleistung ist der Bernhardusgang, der zum Kreuzgang des Innenhofs gehört und das Münster mit dem Konventsgebäude verbindet. Hier finden sich die frühesten Stuckaturen der Familie Schmuzer. Ein Gemäldezyklus von Andreas Brugger stellt das Leben des Ordensheiligen Bernhard von Clairvaux dar. Im Süd- und Westteil des Kreuzgangs finden sich Stuckaturen von Joseph Anton Feuchtmayer sowie eine Reihe von Porträtbildern der Salemer Äbte. Der Kreuzgang umschloss den Innenhof ursprünglich an vier Seiten; der Nordteil wurde jedoch im 19. Jahrhundert abgebrochen, um dem Münster mehr Licht zu verschaffen.
Das Sommerrefektorium diente als Speisesaal der Mönche, wenn das eigentliche Refektorium nicht benutzt wurde. Der prachtvoll ausgestattete Raum besitzt eine Stuckdecke von Wiedemann und ein marmoriertes Eingangsportal von Kaspar Buechmüller. Gemälde von Joseph Anton Hersche, Jakob Carl Stauder und Johann Michael Feuchtmayer sowie ein Zyklus mit 14 Ordensheiligen vom Tessiner Maler Jakob Pellandella (1725/1726) zieren die Wände. Die Decke schmückt eine monumentale Darstellung des Letzten Abendmahls nebst weiteren biblischen Motiven, die sich auf das Thema „geistige und materielle Speisung“ beziehen. Der große Kachelofen, der einst den Raum beheizte, zeigt auf den farbig glasierten Kacheln biblische Motive und Darstellungen der Mönche bei der Arbeit in Handwerk und Landwirtschaft. Seit 1854 nutzt die örtliche Evangelische Gemeinde den Raum für Gottesdienste.

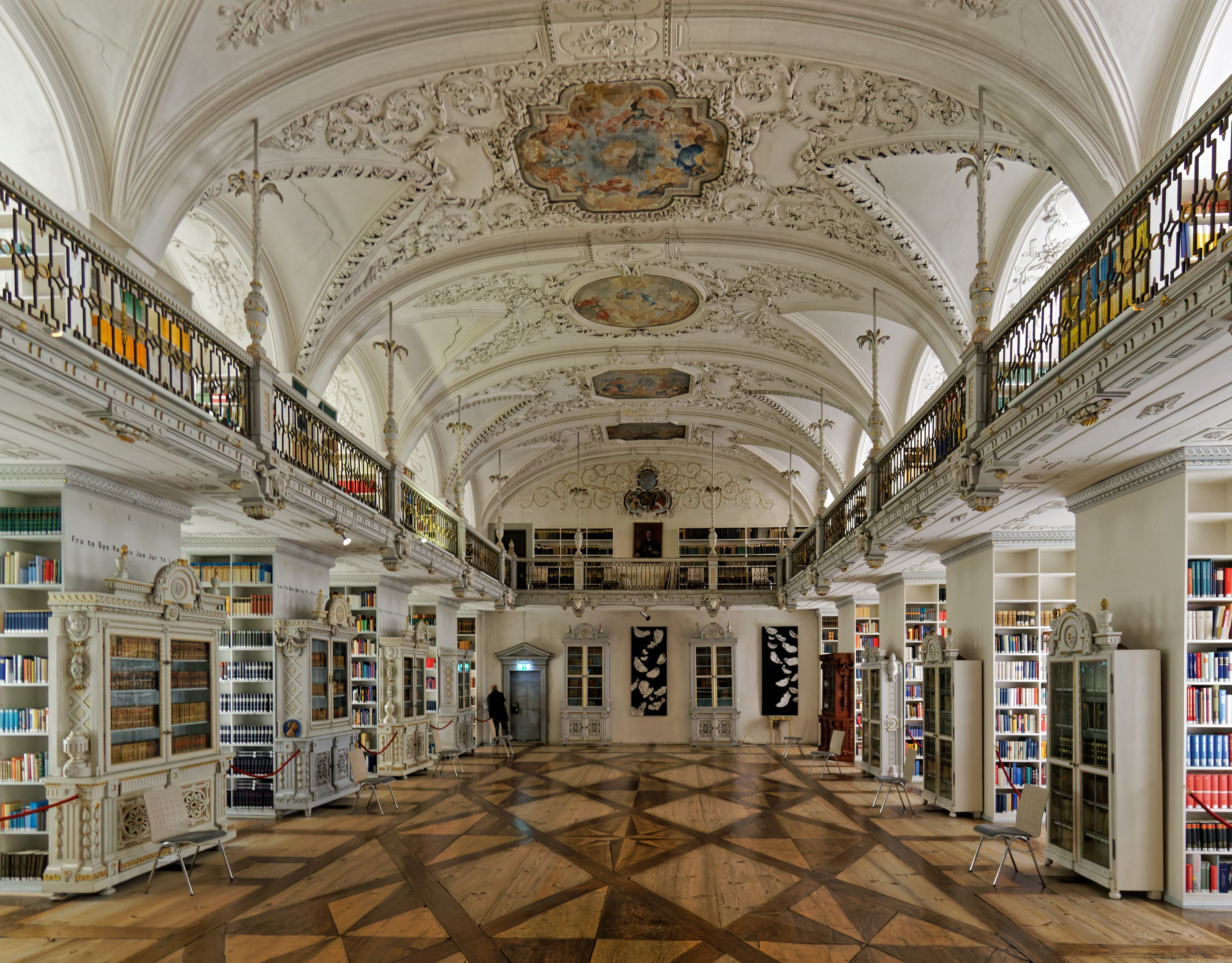
Der zweigeschossige Bibliotheksaal

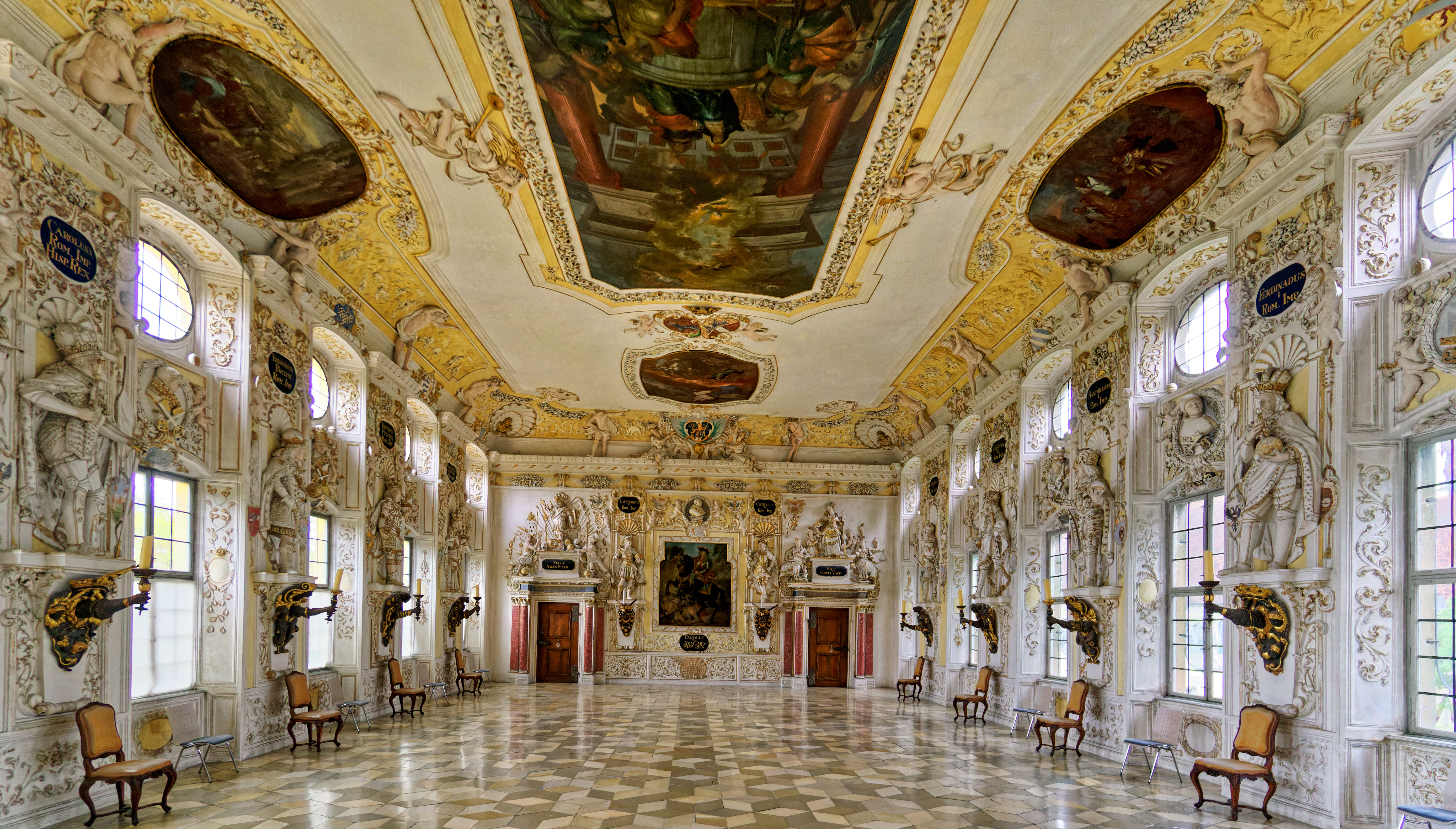
Blick in den Kaisersaal

#### Abteigebäude

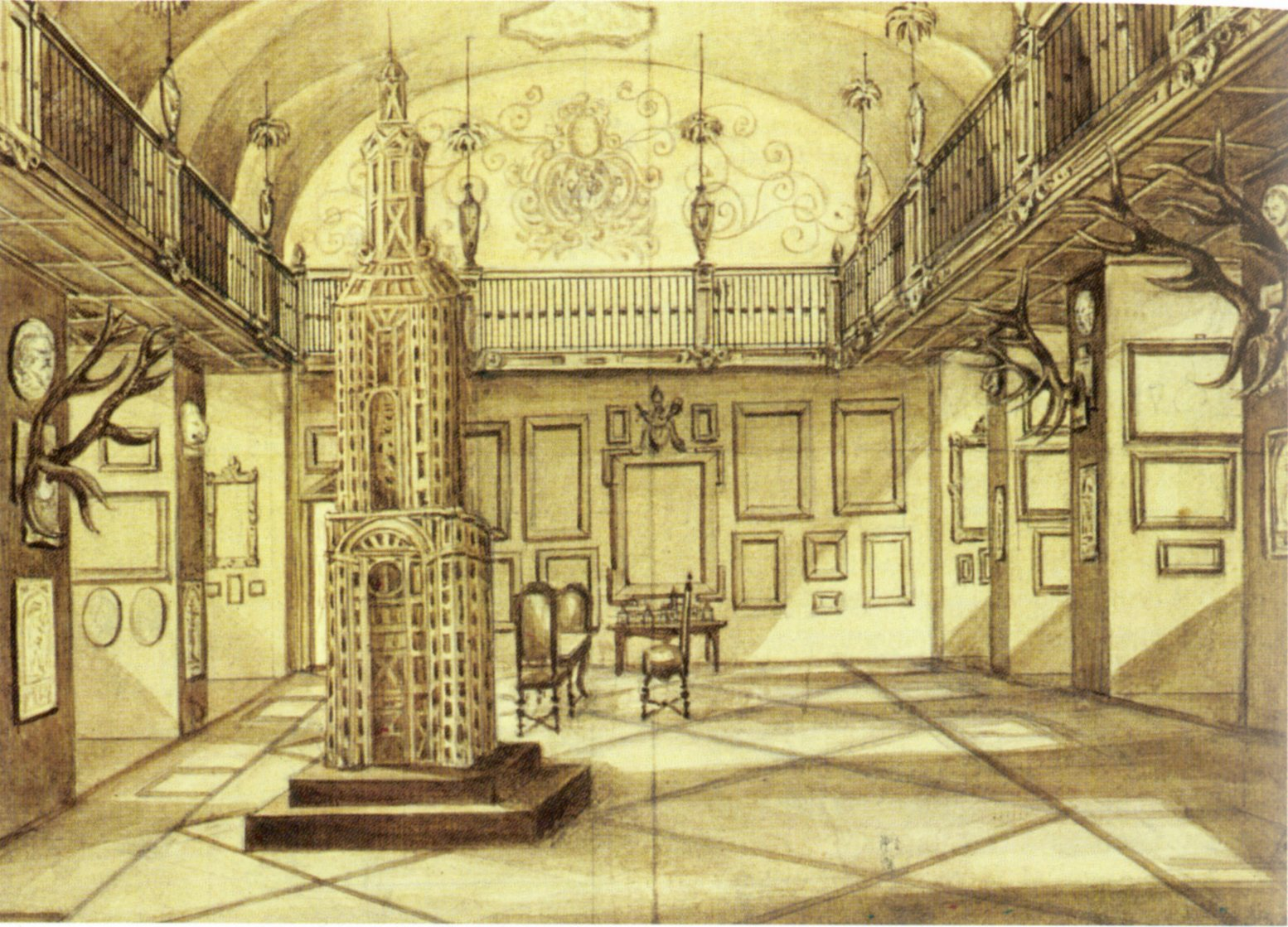
Der Bibliothekssaal um 1880 mit dem Modell des großen Glockenturms

Im Abteigebäude (östliches Geviert) befanden sich ursprünglich das Krankenhaus, die Bibliothek, das Klosterarchiv und die Wohn- und Amtsräume des Abtes. Hohe Gäste wurden ebenfalls hier untergebracht. Besonders prachtvoll ausgestattet sind die Empfangs- und Diensträume der Abtei; die Privaträume und Privatkapelle des Abtes sind dagegen sehr nüchtern und einfach gehalten.
Im zweigeschossigen Bibliothekssaal im Westflügel finden sich Deckenstuckaturen von Franz Joseph Feuchtmayer und eine klassizistische Ausstattung aus Johann Georg Wielands Werkstatt. Ein umfangreicher Zyklus von Fresken, die Motive aus dem Alten und Neuen Testament sowie der Geschichte der Abtei darstellten, schmückte einst die Wände; sie wurden bei der Umdekoration teilweise übermalt.
Üppig ausgestattet mit barocken Stuckaturen und Bildwerken aus der Zeit um 1707 ist der Kaisersaal, der Standbilder von 16 römisch-deutschen Kaisern und Büsten von 16 Päpsten versammelt, in welchen das Kloster seine wichtigsten Gönner sah. Die Gestaltung des Raumes folgte der frühneuzeitlicher Kaisersäle in feudalen Residenzen und sollte Salems Anspruch auf die Reichsunmittelbarkeit und die Unterstützung der Reichsidee betonen. Die Reihe der Päpste beginnt mit Stephan IX. und endet mit Clemens XI. Die Reihe der Kaiser beginnt mit dem Supplinburger Lothar III., dessen letztes Amtsjahr 1137 als Gründungsjahr der Abtei in Frage kommt, und endet mit dem Habsburger Leopold I. (1658–1705). Um das Vorrecht der Kirche vor dem Reich zu demonstrieren, ließ das Kloster die Papstbüsten allerdings etwas höher anordnen als die Figuren der Kaiser. Bis 2012 wurde der Kaisersaal umfassend restauriert.

### Gärten und Wirtschaftsgebäude

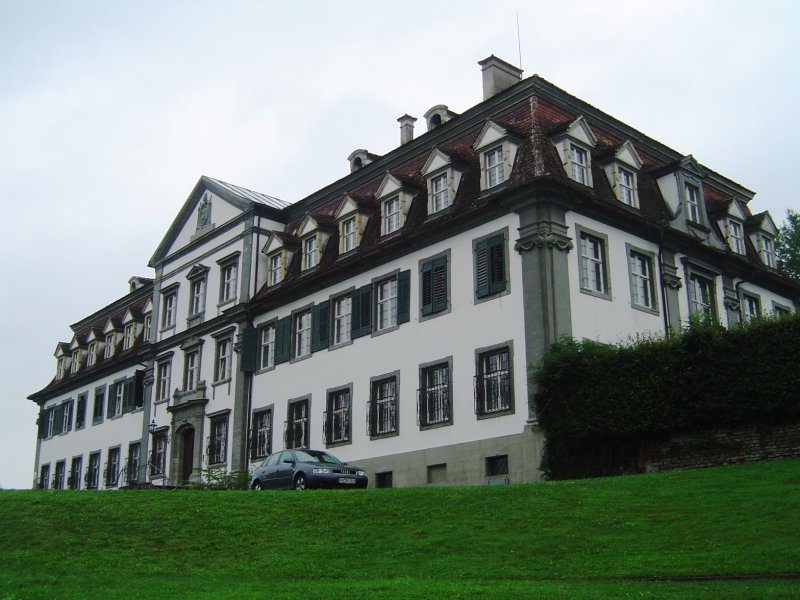
Neue Schule, erbaut 1791

Das Klostergelände ist von einer Mauer umschlossen und war früher im Westen durch das Obere Tor (erbaut 1778/79), im Norden durch das Untere Tor (1705/1707) zugänglich. Die Mauer diente ursprünglich als Schutz des Klostergebiets und als Grenzmarkierung des Rechtsgebiets des Klosters (Etter) im Mittelalter. Im Osten des Geländes liegt eine weitläufige barockisierte Gartenanlage, im Süden eine große Obstbaumwiese.
Im Norden und Westen des Geländes liegen die Wirtschaftsgebäude: Ställe, Weinpresse und Kellerei befinden sich im Oberen Langbau, einem lang gezogenen Gebäudetrakt, dessen einzelne Abschnitte aus verschiedenen Epochen vom 15. bis zum 18. Jahrhundert stammen. Auch die Gerichtsstube und das Gefängnis waren hier untergebracht, denn das Kloster besaß die niedere und ab 1637 auch die Hohe Gerichtsbarkeit über seine Gebiete. Auf einem nahe gelegenen Hügel gab es daher auch eine Galgenstätte. In den anderen ehemaligen Wirtschaftsgebäuden sind heute Schulräume, Schauwerkstätten und Museen untergebracht.
Südlich des Klostergebäudes liegen verstreut weitere Werkstätten wie die Druckerei und die Zimmerei. Die so genannte Neue Schule wurde 1791 mit einem damals modernen Mansarddach als Novizenschule errichtet; sie diente später als markgräfliches Rentamt und heute als Verwaltungsgebäude. Im Westen, wo das Gelände leicht ansteigt, steht das Obere Tor, das um 1778/79 erbaut und von Johann Georg Dirr klassizistisch gestaltet wurde. Das Untere Tor an der Nordostecke des Geländes nahe dem heutigen Eingangsbereich für Touristen ist älteren Datums; es wurde durch Franz Beer 1705 bis 1707 im Zuge des Klosterneubaus errichtet, brannte jedoch 1732 ab und wurde drei Jahre später nach Entwürfen von Josef Anton Feuchtmayer neu gebaut. Ab 1739 diente es als Apotheke. Der einstige Figurenschmuck aus Feuchtmayers Werkstatt fiel 1961 einem Brand zum Opfer. Durch die beiden Tore verlief ursprünglich der Hauptverkehrsweg quer über das Gelände.

### Denkmalpflege

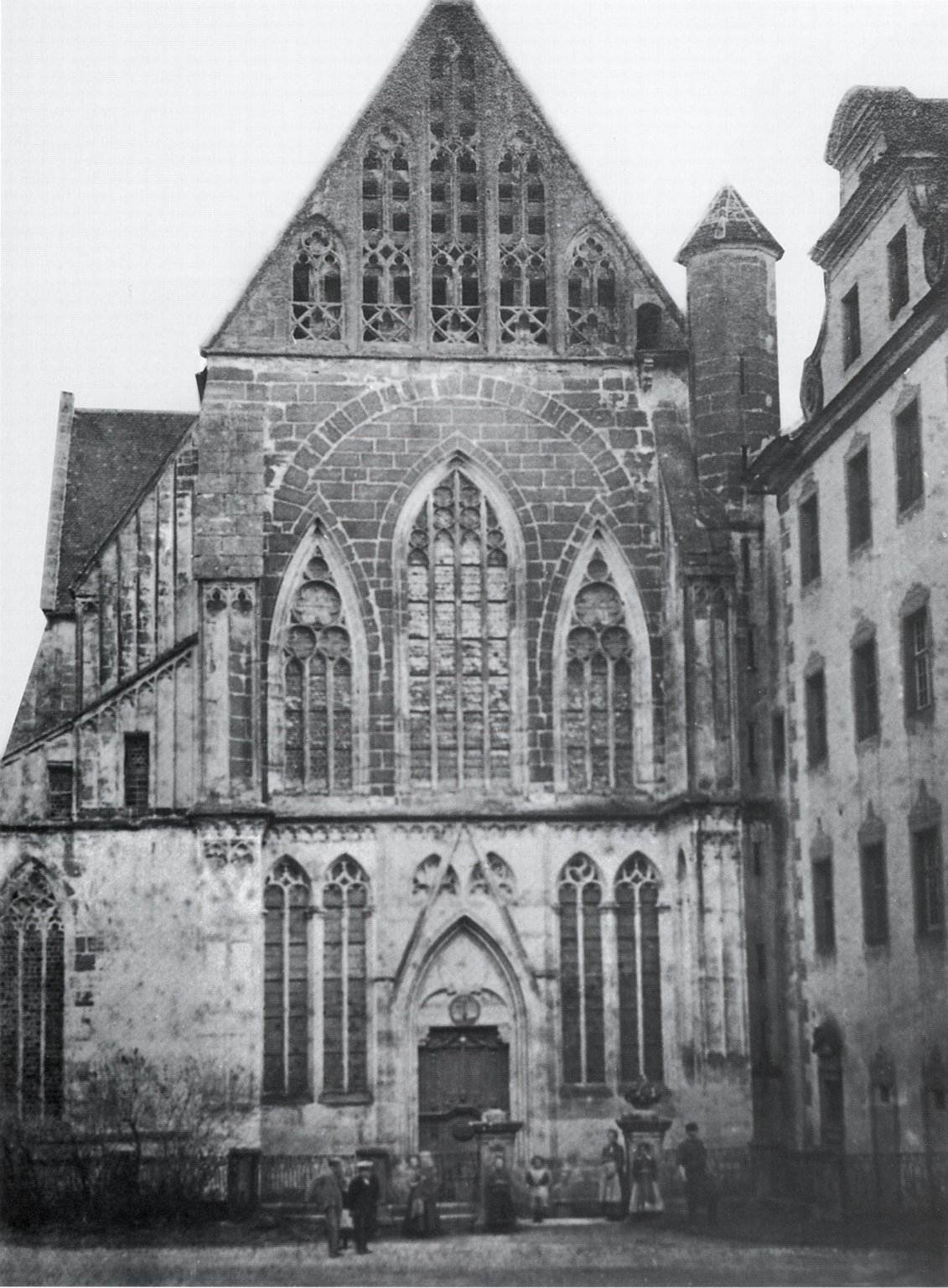
Das Westportal des Münsters vor 1885

Nach der Beschlagnahmung des Klostergeländes durch das Herzogtum Baden wurde zwischen 1807 und 1858 eine Reihe von Gebäuden abgerissen, darunter der riesige Münsterturm. Auch die Pfarrkirche St. Leonhard neben dem Oberen Tor, das so genannte Mittlere Tor und einige weitere Gebäude fielen der Sparsamkeit und den kurzfristigen Bedürfnissen der Bewohner zum Opfer. Der „von Obrigkeits wegen gebilligte Denkmalsfrevel“ (Georg Dehio) endete erst unter der Regentschaft von Friedrich I., von 1852 bis 1907 Landesherr von Baden. Nach langwierigen Auseinandersetzungen um die Finanzierung wurde zunächst von 1883 bis 1892 das Münster renoviert; 1889 begann die Renovierung der schadhaften Klosterfassade. Die Wiederherstellung ging einher mit einer für damalige Verhältnisse vorbildlichen Auffassung von Denkmalschutz: Es wurde versucht, möglichst viel von der historischen Bausubstanz zu erhalten und gleichzeitig die Gebäude gegen Witterung und weiteren Verfall zu schützen.
Nach dem Zweiten Weltkrieg wurde das Schulgebäude modernisiert, da die Zahl der Schüler gestiegen war. Der Obere Langbau wurde zu Internatswohnräumen umgebaut. Die Nutzbauten wurden instand gesetzt und als historischer Bestand wiederentdeckt. 1962 wurde eine Umgehungsstraße angelegt – bis dahin verlief die Verkehrsverbindung zwischen Überlingen und Salem quer über das Klostergelände durch das Untere und Obere Tor.
Eine zweite Restaurierung des Klostergebäudes leitete 1979 das Landesdenkmalamt Baden-Württemberg in die Wege. Die Reparatur der Fassaden und der etwa 3,6 Hektar Dachfläche des Konventgebäudes wurde 1990 abgeschlossen. Von 1997 bis 2002 wurde der Baukörper des Münsters bestandsgesichert, während eine umfassende Restaurierung des Innenraums noch aussteht.
Öffentliches Aufsehen erregte 2006 der Versuch Bernhard Prinz von Badens und der Landesregierung von Baden-Württemberg unter Günther Oettinger, Mittel für die Sanierung des Schlosses zu gewinnen, indem ehemals badische Kulturgüter zum Verkauf gestellt werden sollten (Karlsruher Kulturgutaffäre). Nach Angaben Bernhards von Baden habe die Besitzerfamilie seit Anfang der 1990er Jahre rund 30 Millionen Euro für die Sanierung der Gebäude ausgegeben. Aus dem Erlös des Verkaufs – der nach öffentlichen Protesten nicht an Privatpersonen, sondern an das Land erfolgen soll – wollte das Haus Baden eine Stiftung gründen, deren Ertrag der Erhaltung von Schloss Salem dient. Am 3. November 2008 einigten sich Bernhard Prinz von Baden und der Ministerpräsident von Baden-Württemberg Günther Oettinger auf eine Übernahme von Schloss Salem durch das Land Baden-Württemberg für 60,8 Millionen Euro.

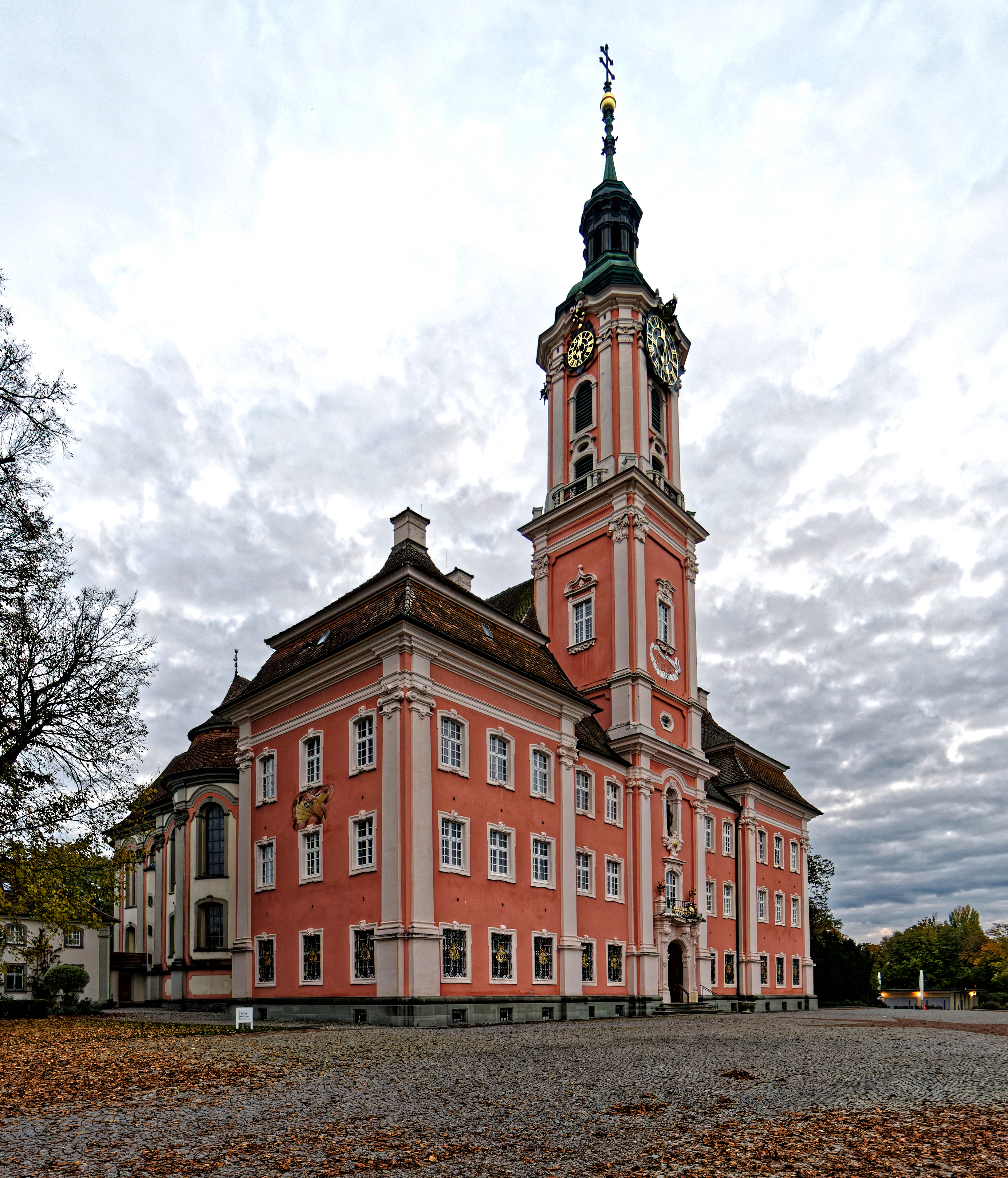
Wallfahrtskirche Birnau

### Weitere Bauten des Klosters
- Die Wallfahrtskirche Birnau wurde 1747–1750 von dem Vorarlberger Baumeister Peter Thumb errichtet. Sie liegt einige Kilometer südlich von Salem auf einem Hügelvorsprung über dem Bodensee. Die „Birnau“ ersetzte eine kleine Wallfahrtskirche unweit von Überlingen, die über Jahrhunderte hinweg ein Streitfall mit der Stadt gewesen war. Im Gegensatz zum schlichten Münster wurde sie mit prunkvollen Fresken ausgestattet, die im Zuge der Gegenreformation die Laien von der Größe Gottes überzeugen sollten. Heute gehört die „Birnau“ zur österreichischen Zisterzienserabtei Wettingen-Mehrerau und ist eine der meistbesuchten Sehenswürdigkeiten und Wallfahrtsorte am Bodensee.
- Das barocke Schloss Maurach am Bodenseeufer unterhalb der Wallfahrtskirche Birnau war ursprünglich ein Gutshof mit Schiffslandestelle und diente später auch als Sommersitz der Äbte.
- Das Schloss Münchhöf bei Eigeltingen wurde 1787 fertig gestellt und sollte als Amtsgebäude zur Verwaltung des umliegenden Klosterbesitzes dienen. Nach 1947 war es Altersruhesitz von Auguste Viktoria von Hohenzollern-Sigmaringen.
- Die Stefansfeld-Kapelle im klosternahen Ortsteil Stefansfeld errichtete Franz Beer, der Architekt des Klostergebäudes, von 1707 bis 1710. Sie fällt durch einen ungewöhnlichen Zentralbau mit Kuppeldach auf. Neben der Kirche lag ursprünglich der Laienfriedhof der Pfarrgemeinde. Hier liegen Josef Anton Feuchtmayer und Johann Georg Dirr begraben, Schöpfer zahlreicher Kunstwerke im Kloster Salem.

## Besichtigung von Kloster und Schloss Salem
Das Areal des Klosters und Schloss Salem sind zu besichtigen. Im September 2014 wurden zwei neue Museen eröffnet.

### Tourismus
Schloss Salem hat mit rund 130.000 Besuchern im Jahr als Touristenattraktion überregionale Bedeutung. Für die Betreuung der Anlage ist die Einrichtung Staatliche Schlösser und Gärten Baden-Württemberg mit der Schlossverwaltung Salem zuständig.
Die Besichtigung des Münsters und eines Teils der ehemaligen Klosterräume ist gegen eine Gebühr in geführten Gruppen möglich. Zusätzliche Sehenswürdigkeiten sind ein Feuerwehrmuseum, ein Küfereimuseum sowie Schauwerkstätten verschiedener Kunsthandwerksbetriebe. Im Rahmen des Veranstaltungsprogramms finden in Schloss Salem unter anderem Thementage, Konzerte und Ausstellungen statt.

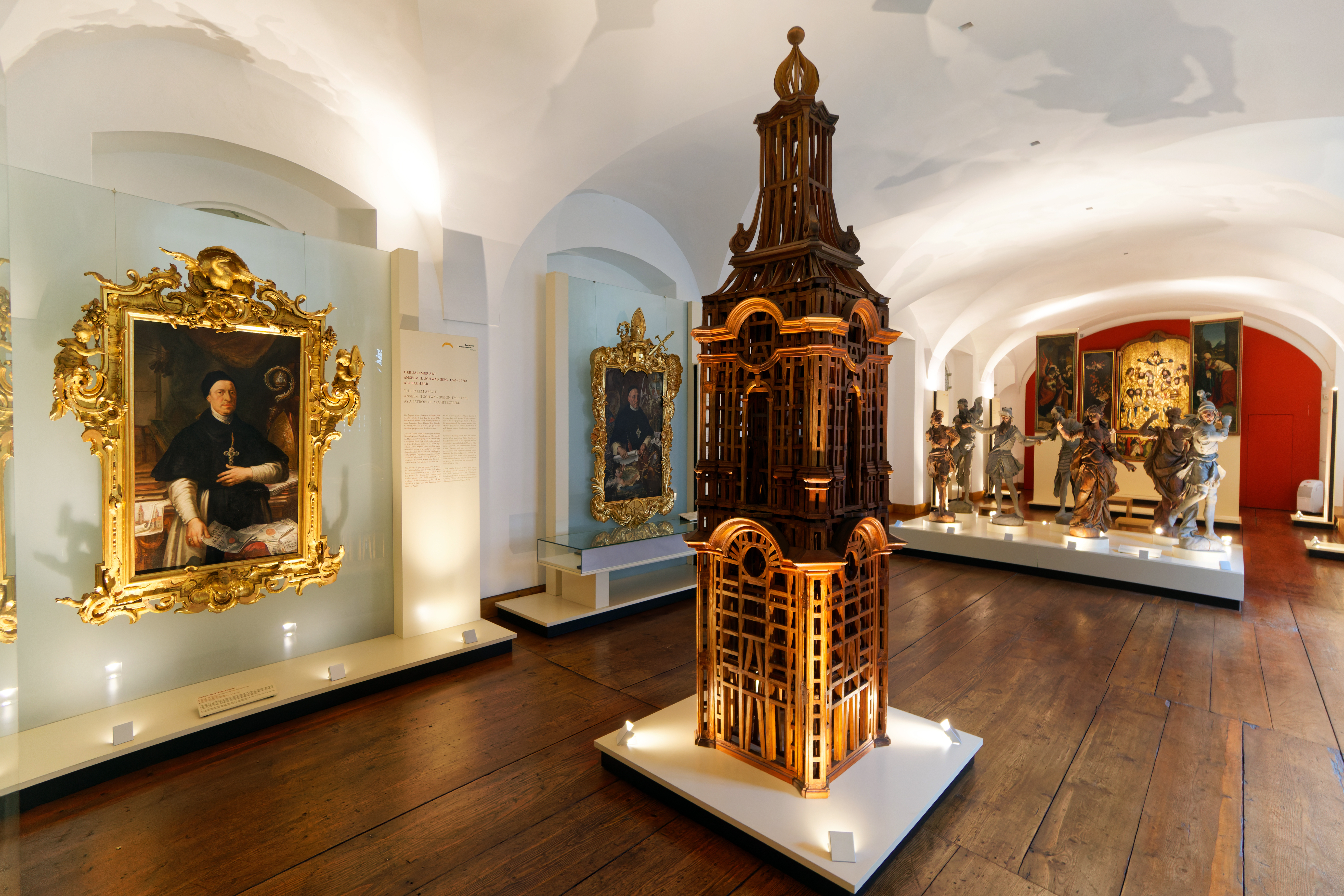
Blick in das Klostermuseum

### Museum „Meisterwerke der Reichsabtei“
Das Badische Landesmuseum Karlsruhe hat ab September 2014 als Zweigmuseum in der Prälatur die Ausstellung „Meisterwerke der Reichsabtei“ bestückt. Erstmals wird der Marienaltar (1507/08) von Bernhard Strigel (1460–1528) wieder vollständig mit Schrein, Seitenflügeln und Predella gezeigt. Das Altarbild zeigt die vergoldeten zwölf Apostel und Maria. Ein Seitenflügel zeigt die Geburt Christi als Nachtbild. Weiterhin werden Holzskulpturen des Rokoko von Joseph Anton Feuchtmayer, Goldschmiedearbeiten, Retabelfragmente und figürlich gestaltete Schluss- und Konsolensteine ausgestellt. In einem Film werden virtuell die Bauphasen des Klosters vor dem Klosterbrand von 1697 und der Barockneubau danach gezeigt.

### Feuerwehrmuseum
Das Feuerwehrmuseum erstreckt sich über Erdgeschoss und das erste Obergeschoss des Sennhofs im äußersten Klosterbereich. Hier wird gewürdigt, dass die Mönche nach den Zerstörungen durch den Klosterbrand vom 9. auf den 10. März 1697 zum vorbeugenden Brandschutz zwei Feuerspritzen des Konstanzer Spritzenbauers Rosenlecher kauften. In der Ausstellung sind Handspritzen mit mechanischem, Dampf- und Motorantrieb und die Entwicklungen der Firmen Daimler, Kurtz, Magirus und Metz sowie Feuerwehruniformen und -abzeichen ausgestellt.

### Tore
Der Zugang zum heutigen Museum führt über den Eingangspavillon. Aus den Zeiten des Klosters sind drei Tore erhalten. Das Untere Tor (aus Richtung Salem) ist ein mehrstöckiges Gebäude mit Tordurchfahrt im Barockstil und diente zu Klosterzeiten als Pracht-Zugang. Das Stockacher Tor führt zu den Wirtschaftsgebäuden im unteren und oberen Langbau und zum Weinkeller. Das Obere Tor (in Richtung Überlingen) ist im Stil des Klassizismus gebaut.

### Pferdeschwemme
Die Pferdeschwemme liegt im Innenhof beim Stockacher Tor und diente dem Tränken der Pferde, dem Reinigen der Gespanne und als Wasserquelle. Sie ist Teil des Aachkanals, der das Klostergelände unterirdisch durchläuft.

### Automuseum
Früher gab es mit dem Automuseum Schloss Salem auch ein Automuseum im Schloss. Es stellte Sport- und Rennwagen aus. Belegbar ist es von August 1976 bis Juni 1977.

## Organisation des Klosters
| Entwicklung des Klosters | Entwicklung des Klosters | Entwicklung des Klosters |
| ------------------------ | ------------------------ | ------------------------ |
|                          | Mönche                   | Konversen                |
| 1282                     | 100                      | 100                      |
| 1311                     | 130                      | 180                      |
| 1323                     | 125                      | 160                      |
| 1377                     | 100                      | 80                       |
| 15. Jahrhundert          | 60                       | 30                       |
| 1573/1574                | 56                       | 12                       |
| 1599                     | 53                       | 3                        |
| 1683                     | 37                       | 8                        |
| 1720                     | 49                       | 10                       |
| 1754                     | 44                       | 15                       |
| 1804                     | 61                       | 17                       |

### Exkurse
Die Salemer Äbte und Mönche stammten zum Teil aus dem Hochadel und dem wohlhabenden Bürgertum. Ein beträchtlicher Anteil rekrutierte sich jedoch auch aus bäuerlichen Familien der umliegenden Dörfer; so stammte beispielsweise etwa ein Drittel der Äbte seit der Wende zum 16. Jahrhundert aus der Untertanenschaft des Klosters. Diese große soziale Mobilität war im Vergleich zur rigiden Gesellschaftsstruktur der Zeit recht ungewöhnlich: Ein Mann aus der einfachen Bevölkerung wie Abt Johannes II. Scharpfer (1494–1510) konnte so sogar zum Mitglied des Reichsregiments aufsteigen.
Zahlreiche Laienbrüder (auch Konversen genannt) waren, wie bei den Zisterziensern üblich, Teil des Klosterpersonals. Sie lebten getrennt von den Mönchen und trugen im Gegensatz zu diesen einen Bart, weshalb sie auch fratres barbati genannt wurden. Unter ihnen fanden sich Müller, Bäcker, Weber, Tischler, Landarbeiter, aber auch hoch qualifizierte Architekten, Bildhauer und Ingenieure. Laienbrüder bestellten die Äcker und bewirtschafteten die Güter, die Handwerker arbeiteten in den klostereigenen Werkstätten. Ab dem 15. Jahrhundert ging ihr Anteil immer weiter zurück. Für größere Arbeiten wurden dann gewöhnlich Handwerker von außerhalb verpflichtet; für kleinere Instandhaltungen und liturgische Utensilien konnte das Kloster jedoch selbst sorgen. Das Uhrwerk der Wallfahrtskirche Birnau etwa wurde wahrscheinlich um 1750 von einem klostereigenen Uhrmacher gefertigt.
Die größte Zahl an Bewohnern – 310 Mönche und Laienbrüder – hatte das Kloster zu Beginn des 14. Jahrhunderts. Die zahlreichen Kriege, aber auch die schwindende Attraktivität des Klosterlebens ließen die Zahl der Mönche über die Jahrhunderte hinweg schrumpfen. Gegen Ende des 15. Jahrhunderts ließ die klösterliche Disziplin mehr und mehr nach. Die Eindämmung des Vagantentums wurde zu einem Hauptproblem der Klosterverwaltungen. Insbesondere Mönche aus adeligen Familien sahen im Eintritt in das Klosterleben nicht mehr religiöse Erfüllung, sondern bequeme Sicherung der Grundversorgung. Neue Vollmachten, die Papst Paul II. 1468 dem Abt des Klosters gewährte, erlaubten die Bestrafung pflichtvergessener Mönche und die allmähliche Wiederherstellung der Klosterordnung. Dennoch schrumpfte die Zahl der Mönche weiter, bis Salem gegen Ende des Dreißigjährigen Krieges zeitweilig ganz entvölkert war. In der zweiten Hälfte des 18. Jahrhunderts erlebte das Kloster wieder einen Aufschwung, so dass bei seiner Schließung 1804 wieder 78 Bewohner gezählt wurden.

### Wappen

Wappenschild

Das gevierte Wappen der Reichsabtei besteht aus drei Wappenbildern:
- Wappen des Bernhard von Clairvaux: in Schwarz ein zweireihige, silber-rot geschachter Balken
- Wappen des Klosterstifters Guntram von Adelsreute: ein schwarzer Widder auf goldenem Grund
- Gespaltenes Wappen des zweiten Stifters Bischof Eberhard II. von Salzburg: rechts ein aufrechter, nach rechts gewendeter schwarzer Löwe in Gold, links in Rot ein silberner Balken.

Über dem Schild sind eine Mitra und ein Bischofsstab zu sehen. Daneben führte die Reichsabtei auch ein schwarzes Wappen mit einem goldenen Löwen, der einen goldenen, von einem „S“ umschlungenen Krummstab in den Vorderpranken hält.
Blasonierung: Das Konstanzer Konzilsbuch gibt unter der Überschrift: „der erwirdig Herr Conradt apt zu Salmenschweyler“ das gezeigte Wappen wieder: Geviert; 1. und 4.: in Schwarz ein doppelreihig von Rot und Silber geschachter Schrägbalken; 2.: gespalten von Gold und Rot, vorne ein schwarzer Löwe, hinten ein silberner Balken; 3.: in Gold ein schwarzer Widder. Neben dem Wappenschild steht der Abtshut (Inful), durch den ein Krummstab gesteckt ist.

### Handschriften und Bibliothek

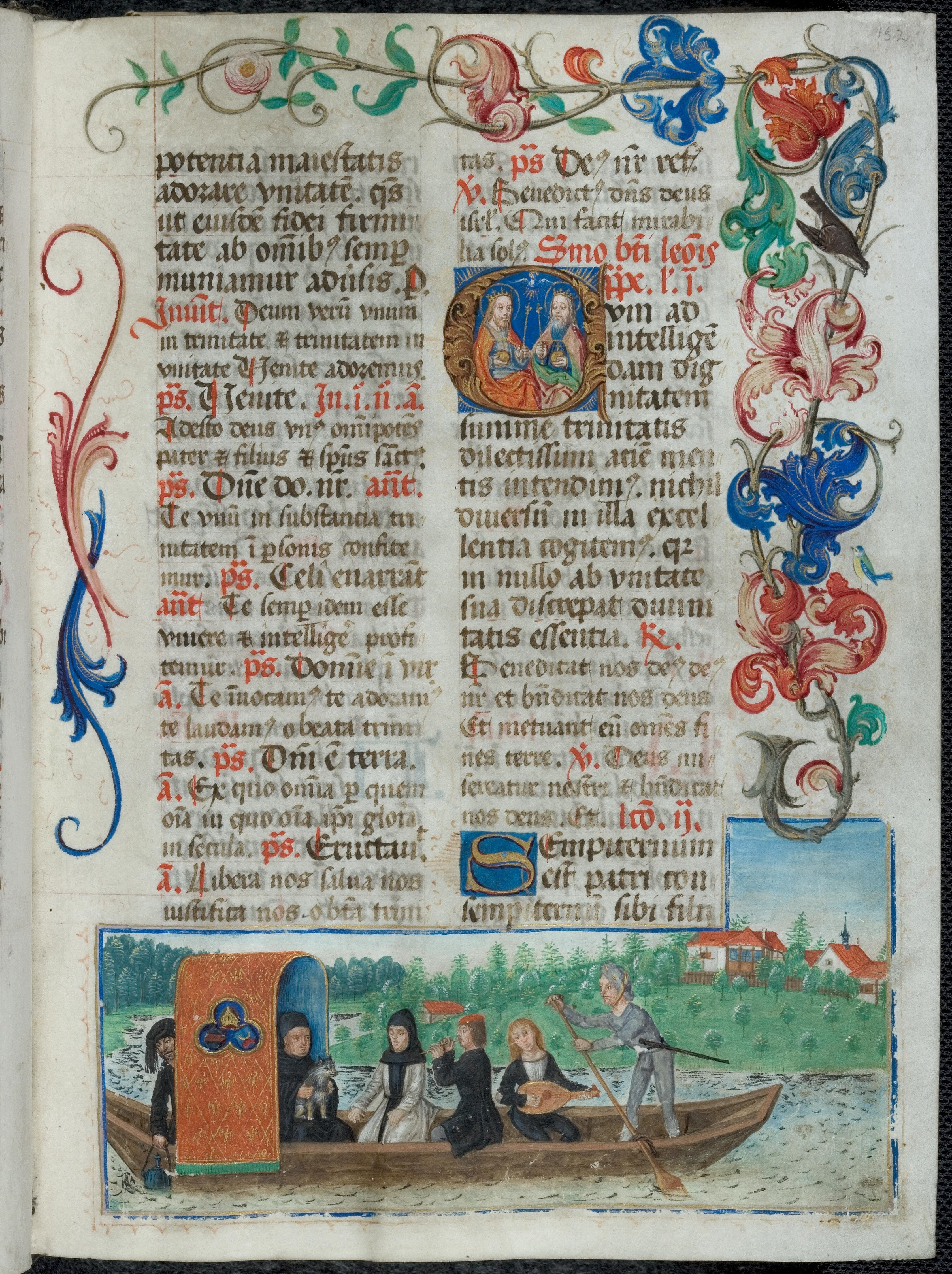
Seite aus einem Salemer Abtsbrevier von 1494/1495; unten ist der Abt Johannes Stantenat bei einer Bootsfahrt auf dem Bodensee zu sehen (Universitätsbibliothek Heidelberg, Cod. Sal. IXd, Fol. 152^{r}).

In der Abtei Salem befand sich über die Zeiten die Ordenszucht zumeist in gutem Zustand. So sticht der gute Stand des Klosters nicht allein in wirtschaftlicher oder politischer, sondern - gerade aus Sicht des Ordensgeistes noch bedeutsamer, in spiritueller und kultureller Hinsicht hervor.
Wie jede Zisterzienserabtei hatte auch Salem im Mittelalter ein eigenes Skriptorium, das neben einem Schwerpunkt bei den liturgischen Handschriften besonders durch biblische (Bibelkommentare), patristische (Werke der Kirchenväter), spirituelle (Ordensschriftsteller) sowie historische Handschriften hervorragte (Codex Salamitanus, eine Zusammenstellung der Gründungsgeschichte Salems, die Klosterannalen und die Historia peregrinorum, eine für den 3. Kreuzzug wichtige Kreuzzugsgeschichte). Die bedeutende Buchproduktion setzte in der Amtszeit von Abt Eberhard von Rohrdorf (1191–1240) ein. Eine Hauptaufgabe der Skriptoren war es, die liturgischen Bücher zu kopieren, die die Ordensleitung als verbindlich ansah. Von den in Salem hergestellten Handschriften aus dem 13. bis 16. Jahrhundert ist eine beachtliche Anzahl erhalten, darunter Predigten im Dialekt der Salemer Gegend aus der Zeit um 1450. Für die Salemer Buchmalereien der Frühzeit sind grünes, rotes und blaues Rankenwerk sowie der dekorative Einsatz von Polypenblumen typisch; eher selten sind figürliche Illustrationen.
Über die Jahrhunderte kamen Buchkäufe von außerhalb hinzu, wobei besonders die Äbte des 18. Jahrhunderts die Bibliothek durch Handschriftenkäufe ergänzten. Ab 1611 besaß Salem als eines der ersten deutschen Zisterzienserklöster eine eigene Druckpresse, die zunächst kleine liturgische Drucksachen herstellte und später auch Aufträge von außerhalb annahm. Viele Antiphonare und andere liturgische Werke wurden dennoch weiterhin in manuellen Abschriften verwendet.
Der Klosterbrand von 1697 verschonte das Klosterarchiv und die Bibliothek, die in feuersicheren Gewölben untergebracht waren. Vernichtet wurde allerdings die wertvolle Handbibliothek des Abtes, wo

„ein nahmhafter theyl allerhand gueter Bücher, darunter auch das schöne original manuscriptum Concili constantiensis, welche man aus der in höchster gefahr gestandene Bibliothec hat salviren wollen, damit aber vom Feuer übereylt und in Rauch aufgang.“

Bei dem verbrannten „original manuscriptum“ handelte es sich um eine offizielle Aktensammlung des Konstanzer Konzils samt der Konzilschronik von Ulrich Richental, die in Salem in der frühen Neuzeit als Dokumentenschatz von internationaler Bedeutung galt.
Die Universität Heidelberg kaufte 1826/27 die Bibliotheken von Salem und Petershausen als Grundstock für den Wiederaufbau der Universitätsbibliothek, die in den Kriegen des 17. und 18. Jahrhunderts stark dezimiert worden war. Etwa 60.000 Bücher, 495 Handschriftenbände aus dem 9. bis 18. Jahrhundert und 30.000 Drucke wechselten den Besitzer. Die Salemer Handschriftensammlung findet sich seither unter dem Sigel Cod.(ices) Sal.(emitani) in der Universitätsbibliothek Heidelberg.
Das Klosterarchiv wurde über Jahrhunderte hinweg gepflegt und gilt als eines der umfangreichsten erhaltenen Klosterarchive Süddeutschlands. Bereits im Mittelalter galt es als so vertrauenswürdig, dass ihm auch Reichsdokumente anvertraut wurden. Das Archiv befindet sich seit 1889 zum größten Teil im Generallandesarchiv Karlsruhe und umfasst dort etwa 8000 Urkunden, 1000 Bände mit Rechnungen, 350 Bände mit Protokollen und große Mengen weitere Akten und Handschriften. Ein kleiner Teil des Archivs verblieb im Schloss Salem und im Pfarrarchiv der Gemeinde. Aufgrund des großen Umfangs ist es bis heute nur teilweise durch Forschungsarbeiten erschlossen.

### Landwirtschaft und Weinbau

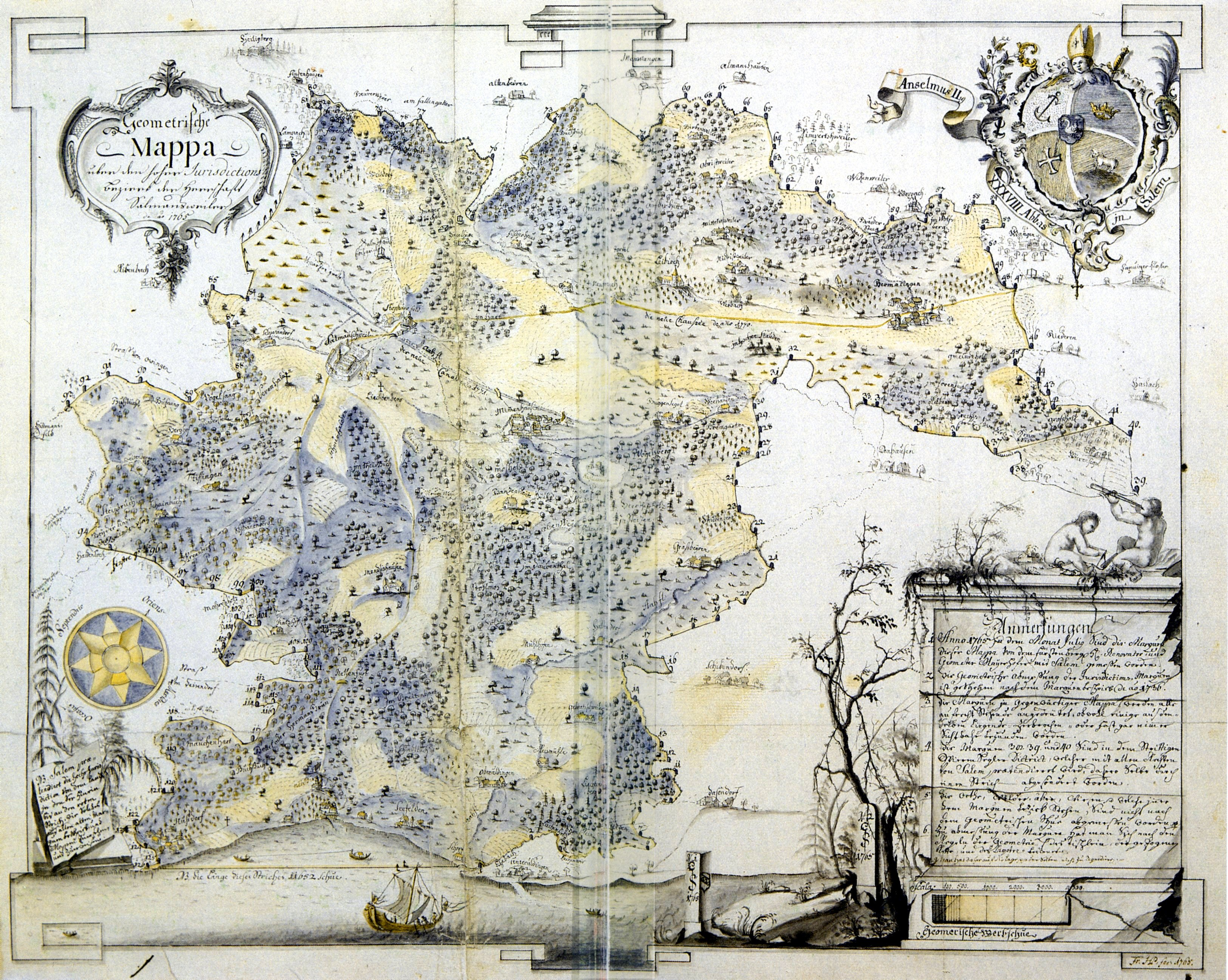
Salemer Landbesitz um 1765 mit eingezeichneten landwirtschaftlichen Nutzflächen

Der wirtschaftliche Anspruch zisterziensischer Klöster war zunächst die landwirtschaftliche Selbstversorgung. Wie viele Klöster produzierte Salem jedoch durch den Feldbau rasch Überschüsse, die dann in den umliegenden Städten verkauft werden konnten. Im Laufe des 14. und 15. Jahrhunderts wurden für Salem zunehmend die Geldwirtschaft, der Handel mit Immobilien und die Steuereinnahmen von Untertanen zu tragenden Einkommensquellen. Dennoch blieb die Landwirtschaft, die anfangs von Salemer Mönchen und Laienbrüdern, zunehmend jedoch von Pachtbauern getragen wurde, ein wichtiger Faktor.
Das Kloster besaß Grangien in weitem Umkreis, die von Laienbrüdern geleitet wurden. Sie bauten unter anderem Getreide an und betrieben Viehzucht. Dem Klima und der geographischen Lage entsprechend betrieb Salem auch Obstbau – teilweise mit Obstwiesen innerhalb des Klostergeländes –, Forstwirtschaft und Fischfang im Bodensee sowie in eigens angelegten Fischteichen im Umland, die teilweise heute noch existieren (Salemer Klosterweiher). In über 31 Städten im Umland besaß Salem bereits im 14. Jahrhundert Stadthöfe, über die die Waren vertrieben wurden. Als wichtigste Stadthöfe gelten der Salmannsweiler Hof in Konstanz, der bald auch zur Herberge für hohe Gäste ausgebaut wurde (König Sigismund soll während des Konstanzer Konzils dort gewohnt haben) sowie die Höfe in Biberach an der Riß, Ehingen, Meßkirch und Pfullendorf. Die Stadthöfe waren zumeist von Steuern befreit und bildeten so einen wichtigen Stützpunkt der klösterlichen Wirtschaft.
Eine wichtige Rolle spielte für Salem vor allem der Weinbau, der im Bodenseegebiet schon im 9. Jahrhundert nachweisbar ist. Das Kloster erweiterte systematisch seinen Besitz und besaß schließlich Weinberge am ganzen Nordufer des Bodensees, von Sipplingen im Westen bis zur Gegend von Friedrichshafen im Osten, in Bermatingen, Markdorf und sogar im württembergischen Nürtingen. Um 1500 besaß Salem rund 2500 Hektar Rebfläche; vor dem verheerenden Dreißigjährigen Krieg produzierten die Salemer Weingüter an die 512.000 Liter Wein pro Jahr. Der Wein, im Mittelalter meist von sehr schlechter Qualität, war auch das Tischgetränk der Mönche. Im 17. und 18. Jahrhundert wurde der Wein geschmacklich verbessert und damit als Genussmittel auch zum Handelsfaktor; die Salemer Weine verkauften sich im gesamten süddeutschen Raum. Im Küfereimuseum des Schlosses Salem lässt sich heute noch eine mächtige Weinpresse besichtigen.

### Armenfürsorge

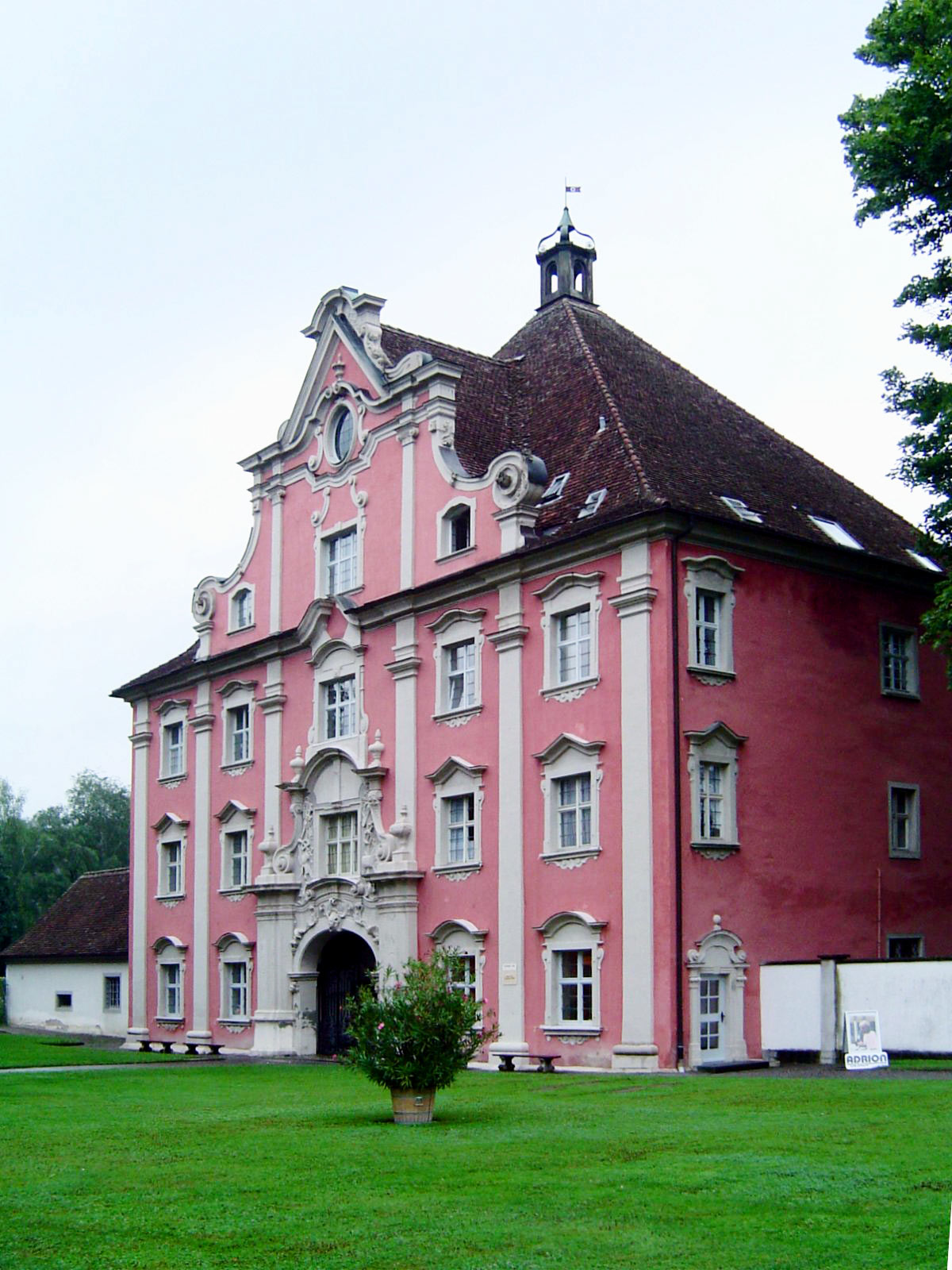
Am Unteren Tor wurden Almosen an die Armen verteilt

Die Fürsorge für die Armen in der Bevölkerung war zu jeder Zeit eine wichtige soziale Aufgabe des Klosters. Im Mittelalter ging es dabei nicht um die Umverteilung von Reichtümern, da man die Ständeordnung als gottgewollt ansah. Vielmehr gehörten Barmherzigkeit und Nächstenliebe zu den geistlichen Aufgaben der Mönche. Ein- bis zweimal in der Woche wurden daher in Salem Brot und andere Lebensmittel am Unteren Tor an die Armen in der Bevölkerung verteilt. Unterstützt wurden auch Bettelorden wie die Kapuziner in Überlingen.
Während das Kloster in Macht und Ansehen wuchs, wurde die Armut im Land jedoch mehr und mehr als soziales Problem wahrgenommen, das gezielt bekämpft werden musste. Zahlreiche entlassene Soldaten, Waisen, Landsknechte und andere Vaganten zogen umher und ernährten sich von den Almosen der Klöster oder durch Diebstähle und Überfälle. Notwendig war daher eine „gute Policey“ zur Eindämmung und Kontrolle des Problems. In Zusammenarbeit mit den Nachbarterritorien erließ Salem daher ab der Mitte des 16. Jahrhunderts Bettel- und Almosenverordnungen, ohne jedoch das Betteln selbst zu verbieten. Feste Dorfwachen kontrollierten ihre Einhaltung. Erst 1722 erließ das Kloster ein Bettelverbot, mit dem es sich jedoch selbst zur Unterstützung der Bedürftigen verpflichtete. Vagierende Bettler, die nicht aus dem Salemer Territorium stammten, konnten ausgewiesen werden. Im nahen Wespach wurde 1783 für die einheimischen Bedürftigen ein Armenhaus eingerichtet. Regelmäßig wurden daher die Almosenberechtigten statistisch erfasst. Um 1600 war etwa ein Viertel der Bevölkerung in den umliegenden Orten unterstützungsbedürftig, während es um 1800 – zweifellos auch durch die enorme Besserung der Wirtschaftslage – nur noch etwa fünf Prozent waren.

### „Tractatus super statu monasterii Salem“
- Chronik von Salmansweiler. In: Franz Joseph Mone: Quellensammlung zur badischen Landesgeschichte. Bd. 3. Karlsruhe 1863, S. 24–41.

## Filme
- Kilian Reichert: Salem – Münster & Schloss auf YouTube, abgerufen am 16. April 2020.